# James Buchanan

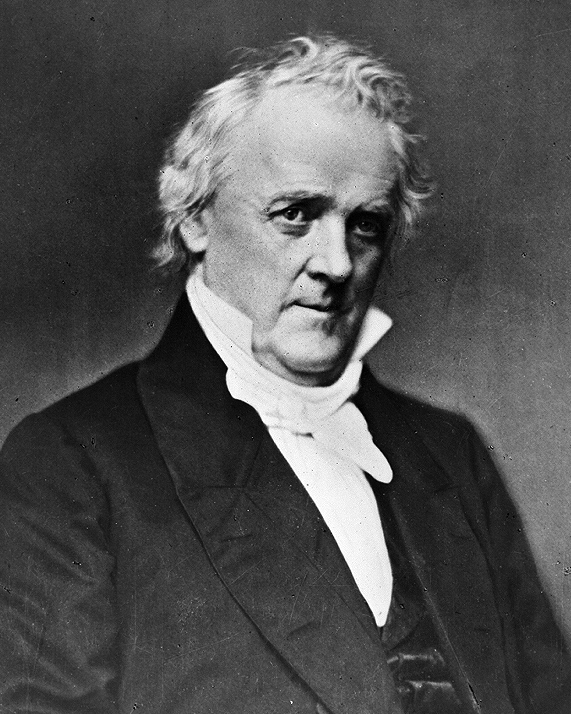
James Buchanan (vermutlich um 1860)

James Buchanan [bjuːˈkænən] (* 23. April 1791 in Peters Township, Franklin County, Pennsylvania; † 1. Juni 1868 in Lancaster, Pennsylvania) war ein amerikanischer Politiker und von 1857 bis 1861 der 15. Präsident der Vereinigten Staaten.
Buchanan entstammte einer relativ gut situierten Familie, die von eingewanderten Ulster-Schotten abstammte. Nach einem Studium am Dickinson College erlernte er in Lancaster den Anwaltsberuf, der ihm ansehnlichen Wohlstand einbrachte. Im Jahr 1814 zog er in das Repräsentantenhaus von Pennsylvania ein und vertrat später seinen Bundesstaat in beiden Kammern des Kongresses. Durch die Programmatik der Jacksonian Democracy geprägt, war er sein Leben lang ein loyaler Demokrat. Unter Präsident James K. Polk amtierte er als Außenminister; unter den Präsidenten Andrew Jackson und Franklin Pierce war er Gesandter im Russischen Kaiserreich, später im Vereinigten Königreich Großbritannien und Irland. Nach mehreren erfolglosen Anläufen bei den Präsidentschaftsvorwahlen gewann er 1856 auf dem demokratischen Nominierungsparteitag und bei der folgenden Präsidentschaftswahl.
Als Gegner des Abolitionismus und Sympathisant der Südstaaten nahm er noch vor seiner Amtseinführung entscheidend Einfluss auf die Urteilsfindung des Obersten Gerichtshofs im Fall Dred Scott v. Sandford. Er bewies damit nicht nur seine sklavereifreundliche Haltung, sondern verletzte auch das Prinzip der Gewaltenteilung. Seine Voreingenommenheit für den Süden schlug sich in der Zusammensetzung des Kabinetts und im Spoilssystem nieder. Wegen seiner Gegnerschaft zu Stephen Douglas entfremdete Buchanan sich immer mehr von großen Teilen der Partei. Gemäß der Jacksonian Democracy unternahm er wenig gegen die Wirtschaftskrise von 1857, während er im Konflikt mit den Mormonen unter Brigham Young seine Befugnisse stärker ausnutzte und den Utah-Krieg zu einer Verhandlungslösung führte. Im gewalttätigen Verfassungskonflikt von Bleeding Kansas, bei dem es um die Sklaverei in den Territorien ging, stellte sich Buchanan hinter die antiabolitionistische Lecompton-Regierung und nahm entsprechend Einfluss auf den Kongress. Dabei kam es zu Bestechungen, die später von der Covode-Kommission untersucht wurden. Für Buchanan blieb der Kongressausschuss zwar ohne rechtliche Folgen, aber sein Ansehen erlitt erheblichen Schaden. Bis zur Präsidentschaftswahl 1860 hatte Buchanan, der nicht wieder antrat, die Demokraten so gespalten, dass sich Nord- und Südstaatenflügel auf keinen gemeinsamen Kandidaten einigen konnten und der Republikaner Abraham Lincoln das Rennen machte.
Außenpolitisch verfolgte Buchanan eine expansionistische Linie im Sinne der Manifest Destiny, wobei vor allem der Aufkauf Kubas sein unerreichtes Hauptziel war. Erfolgreicher war Buchanan bei der Befriedung des Schweinekonflikts mit Großbritannien, der Schaffung einer Verhandlungsgrundlage für den späteren Kauf Alaskas von Russland und der Aufnahme der Vereinigten Staaten als Vertragspartei in den Vertrag von Tianjin mit China. Historisch betrachtet gehört Buchanan außenpolitisch zu den größten Hardlinern unter den Präsidenten Amerikas und gilt als vehementester Expansionist vor Theodore Roosevelt.
In der Sezessionskrise, die unmittelbar auf Lincolns Wahl folgte, verhielt sich Buchanan weitgehend passiv. Er nahm es hin, dass South Carolina und andere Südstaaten aus der Union austraten, Bundeseigentum beschlagnahmten und im Februar 1861, also noch vor Lincolns Amtsantritt, die Konföderierten Staaten von Amerika bildeten. Zwar bezeichnete er im Dezember 1860 die Sezession als illegal, aber vertrat die Auffassung, dass weder Präsident noch Kongress die Vollmacht hätten, die Einzelstaaten davon mit Gewalt abzuhalten. Erst in der Krise um Fort Sumter, dessen Übergabe South Carolina verlangte, brach der Konflikt zwischen Buchanan und den abtrünnigen Bundesstaaten offen aus. Da unionstreue Kabinettsmitglieder ihn drängten, seine Appeasement-Politik gegenüber dem Süden zu beenden, gab er im Januar 1861 grünes Licht für die Verstärkung des Forts. Nach der Amtsübergabe an Lincoln zog sich Buchanan aus der Politik zurück. Im Jahr 1866 veröffentlichte er eine Autobiographie, in der er seine Präsidentschaft gegen teils scharfe Angriffe verteidigte, und starb zwei Jahre später.
Nachdem Buchanan bis zum Zweiten Weltkrieg von der damals südstaatenfreundlich geprägten amerikanischen Geschichtsschreibung als Friedensstifter skizziert worden war, wird er seitdem weit überwiegend als einer der schwächsten Präsidenten und sein Kabinett als eines der korruptesten der amerikanischen Geschichte angesehen. Einige Historiker argumentieren im Unterschied dazu, dass der Forschungsstand zu Buchanan zu uneinheitlich sei, um ihn als schlechtesten Präsidenten der amerikanischen Geschichte zu bezeichnen. Er ist bis heute der einzige Präsident in der Geschichte der Vereinigten Staaten, der unverheiratet blieb. Über eine mögliche Homosexualität Buchanans wird bis heute spekuliert.

## Leben

### Erziehung und Ausbildung

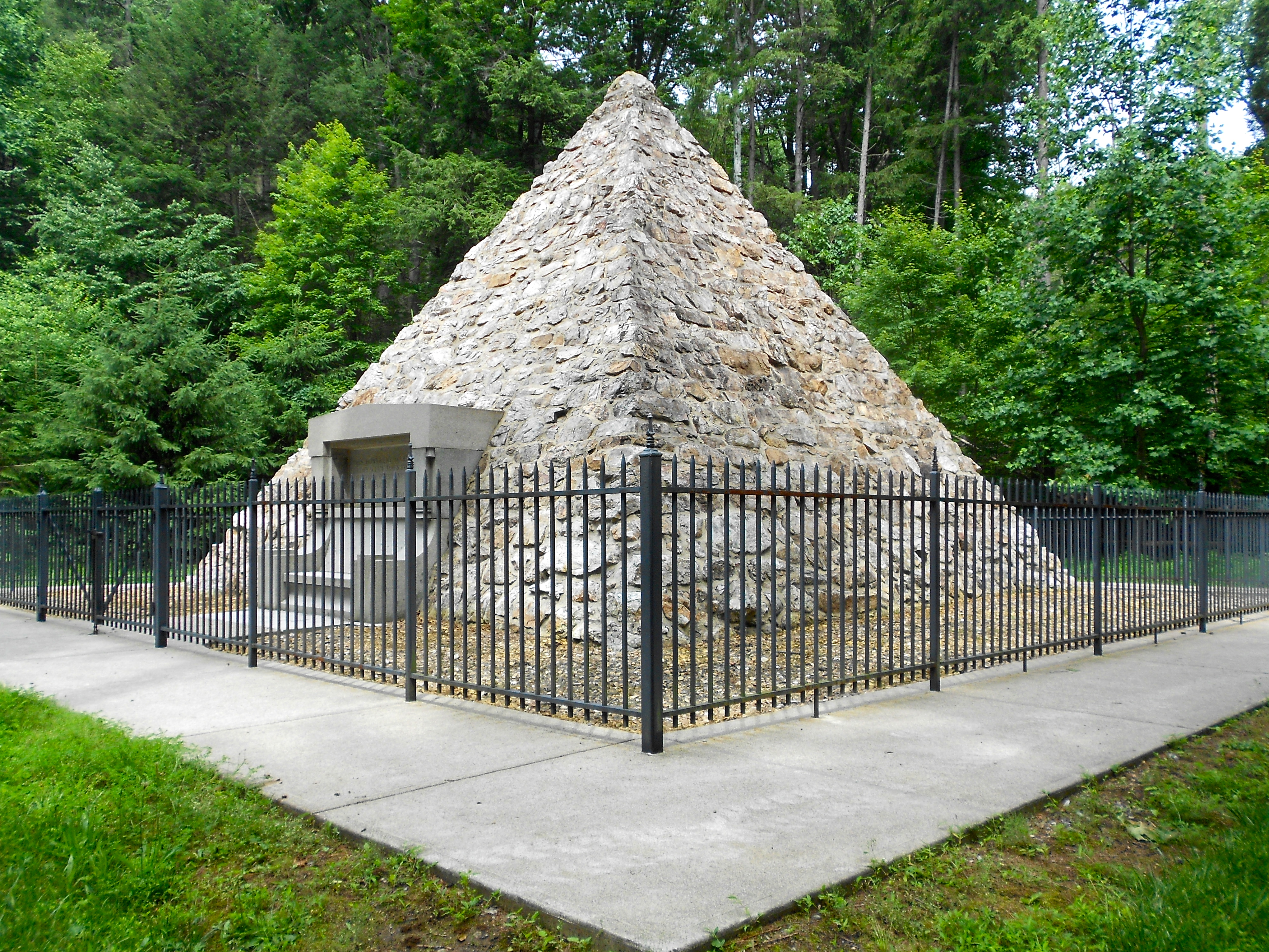
Pyramide zur Kennzeichnung von Buchanans Geburtsort im Buchanan’s Birthplace State Park (2015)

James Buchanan kam im April 1791 in einer einfachen Blockhütte in Stony Batter, dem heutigen Peters Township, in den Allegheny Mountains des südlichen Pennsylvanias zur Welt. Er war das zweite von elf Kindern mit sechs Schwestern und vier Brüdern sowie der älteste Sohn von James Buchanan sen. (1761–1821) und dessen Ehefrau Elizabeth Speer (1767–1833). Sein Vater war ein 1783 aus dem County Donegal zugewanderter Irischamerikaner. Er entstammte dem Clan Buchanan, dessen Angehörige seit dem frühen 18. Jahrhundert wegen Hungersnöten und religiöser Verfolgung als Presbyterianer aus den schottischen Highlands vermehrt nach Irland und später Amerika ausgewandert waren und als Ulster-Schotten bekannt sind. Gebildet und ehrgeizig lebte er nach seiner Ankunft in den jungen Vereinigten Staaten zuerst bei einem wohlhabenden Onkel in York, bevor er 1787 einen Handelsposten in Stony Batter erwarb, das an einer Kreuzung von fünf Transportwegen in der damaligen Frontier („Grenzland“) lag. 1788 kehrte er für kurze Zeit nach York zurück, um Elizabeth Speer zu heiraten. Diese hatte gleichfalls schottisch-irische Wurzeln und war Presbyterianerin. In seiner unvollendet gebliebenen Autobiographie schrieb Buchanan vor allem der Mutter seine frühe Bildung zugute, während der Vater mehr seinen Charakter geprägt habe. So habe sich die Mutter mit ihm schon in Kinderjahren über politische Angelegenheiten unterhalten und John Milton und William Shakespeare zitiert.
1791 zog die Familie auf eine größere Farm in der Umgebung von Mercersburg und drei Jahre später dank des sozialen Aufstiegs des Vaters in ein zweistöckiges Backsteinhaus im Ort selbst. Hier betätige sich Buchanan Sen. als Kaufmann und wurde bald zum wohlhabendsten Bürger der Stadt. James besuchte zunächst eine Privatschule in Mercersburg, die Old Stone Academy. Hier beinhaltete das damals übliche Curriculum klassische Bildungselemente wie Latein, Griechisch und Mathematik. Ab 1807 besuchte Buchanan dank der väterlichen Unterstützung das Dickinson College in Carlisle. Im Jahr 1808 wurde er vom College wegen ungebührlichen Verhaltens ausgeschlossen; mit Kommilitonen war er durch Trinkgelage in örtlichen Tavernen und damit zusammenhängenden nächtlichen Ruhestörungen sowie Akten von Vandalismus negativ aufgefallen. Buchanan gab in seiner Lebenserinnerung später dazu an, dass er sich an diesen Aktivitäten beteiligt habe, um in seiner Umgebung als mutig und geistreich zu gelten. Durch die Intervention des presbyterianischen Schulrektors und des Verwaltungsrats des Colleges wurde er wieder zum Unterricht zugelassen und schloss das Studium im folgenden Jahr mit guten, aber nicht den überragenden Noten ab, die er seiner Ansicht nach verdiente. Im Anschluss ging er in Lancaster, der damaligen Hauptstadt Pennsylvanias, für zweieinhalb Jahre in die Anwaltslehre bei dem bekannten James Hopkins. Da zu dieser Zeit nur an drei Universitäten ein Jurastudium angeboten wurde, hatte die Rechtslehre meist die Form einer Berufsausbildung. Der Mode der Zeit folgend, beschäftigte sich Buchanan in der bis 1812 dauernden Ausbildung außer mit dem United States Code und der Verfassung der Vereinigten Staaten mit der Diskussion von juristischen Autoritäten wie zum Beispiel William Blackstone. Selbstdiszipliniert eignete er sich die für das Common Law charakteristische systematische Gedankenführung und Orientierung an Präzedenzfällen an, die später seine politischen Prinzipien und Aktivitäten prägen sollten. Als Lernender wurde er eine häufig anzutreffende Person im Stadtzentrum, die beim Spazierengehen Selbstgespräche als Lernmethode anwandte.

### Anwaltstätigkeit und im Repräsentantenhaus von Pennsylvania
Nach der mündlichen Abschlussprüfung und Zulassung als Anwalt blieb er in Lancaster, auch als im Jahr 1812 Harrisburg zur neuen Hauptstadt Pennsylvanias wurde. Buchanan etablierte sich rasch unter den Rechtsvertretern der Stadt als der kommende Mann. Trotzdem blieb seine Persönlichkeit, vor allem durch die mahnenden Ratschläge des Vaters bedingt, durch Vorsicht und Zurückhaltung geprägt und mangelte des vorwärtsgewandten Optimismus, der viele politische Führer auszeichnet. Obwohl er als gewandter Gesprächspartner galt, fehlte ihm jeder Humor. Als Anwalt war er Generalist und nahm alle möglichen Fälle im gesamten, sich über den Süden Pennsylvanias erstreckenden Gerichtsbezirk an. Schon als Anfänger bemühte er sich um prominente Fälle, um seine Bekanntheit und seinen Preis zu steigern, wobei der Stil seiner Verhandlungsführung als beharrlich und geradlinig aber fantasielos beschrieben wird. Der berufliche Erfolg machte ihn rasch zu einem vermögenden Mann und brachte ihm die Bekanntschaft bedeutender Politiker des Bundesstaats ein. So betrug das letzte Jahreseinkommen vor seiner Wahl in den Kongress der Vereinigten Staaten 1821 in heutiger Währung um die 175.000 US-Dollar.
Zu dieser Zeit wurde er Mitglied einer Freimaurerloge und später deren Meister vom Stuhl. Außerdem amtierte er als Vorsitzender der Ortsgruppe der Föderalistischen Partei Lancasters. Wie sein Vater unterstützte er ihr politisches Programm, das Bundesmittel für Bauprojekte und Einfuhrzölle sowie die erneute Einrichtung einer Zentralbank vorsah, nachdem die Lizenz der First Bank of the United States 1811 ausgelaufen war. Entsprechend opponierte er gegen Präsident James Madison, der den Demokratischen-Republikanern angehörte, und seine Handhabung des Britisch-Amerikanischen Kriegs. Zwar diente er im Krieg von 1812 selbst nicht in einer Miliz, aber während der britischen Besatzung schloss er sich einer Gruppe junger Männer an, die in der Gegend von Baltimore Pferde für die United States Army stahl. 1814 wurde er für die Föderalisten in das Repräsentantenhaus von Pennsylvania gewählt, wo er der jüngste Abgeordnete war, und hatte diesen Sitz bis 1816 inne. Diesem Wahlsieg folgten in den kommenden Jahren zehn weitere, bis er im Jahr 1833 von der State Legislature als Senator abgelehnt wurde. Als ihm später Gegner innerhalb der Demokratischen Partei seine föderalistische Orientierung jener frühen Jahre vorwarfen, machte er geltend, dass er einfach nur seinem Vater zu den Föderalisten nachgefolgt sei. Im Jahr 1815 verteidigte er den Bezirksrichter Walter Franklin in einem Amtsenthebungsverfahren vor dem Senat von Pennsylvania. Franklin hatte in einem klassischen Konfliktfall zwischen Einzelstaaten und Bundesregierung zugunsten letzterer entschieden. Da zu dieser Zeit die Grenze zwischen sanktionswürdigem Amtsmissbrauch und einer juristischen Fehlentscheidung von den Vorlieben der herrschenden Parteien und der Popularität des Richterspruchs abhing, kamen derartige Impeachments häufiger vor. Buchanan konnte die Senatoren mit dem Argument überzeugen, dass nur Justizverbrechen und klare Gesetzesübertretungen eine Amtsenthebung begründeten.
Typischerweise zügelte Buchanan seinen Ehrgeiz und sah durch den vom Vater geprägten Hang zum Pessimismus in jedem Fortschritt die möglicherweise letzte Karrierestufe. Da die Sitzungsperioden in der Pennsylvania General Assembly nur drei Monate betrugen, führte er die Anwaltstätigkeit mit Gewinn fort, indem er höhere Gebühren verlangte und durch seine politische Tätigkeit bedingt mehr zahlungskräftige Klientel hatte. Zu dieser Zeit führte er eine Liebesbeziehung mit Ann Coleman in Lancaster. Colemans Vater stammte wie Buchanan sen. aus dem irischen County Donegal und war Presbyterianer. Als Eisenfabrikant zu Reichtum gelangt, galt er als einer der wohlhabendsten Männer Pennsylvanias. Bis zum Sommer 1819 hatten sich Buchanan und Coleman in der damals üblichen informellen Art und Weise verlobt, jedoch im Herbst gleichen Jahres ihre Beziehung beendet. Aus Colemans Perspektive war für den Bruch offensichtlich die Vernachlässigung durch Buchanan ausschlaggebend, der seiner Karriere mehr Aufmerksamkeit als ihr schenkte. Sie warf ihm vor, nur an ihrem Geld interessiert zu sein. Seitens Buchanan mag das Beziehungsende seiner möglichen Homosexualität geschuldet sein, die bis heute diskutiert wird. Gefasst begab er sich unmittelbar nach dem Bruch für geschäftliche Zwecke in das Dauphin County, während Coleman sich auf Druck ihrer Mutter nach Philadelphia begab, um sich zu erholen. Hier starb sie kurz nach der Ankunft unerklärlicherweise an „hysterischen Krämpfen“ mit erst 23 Jahren. Ihr Vater untersagte Buchanan die Teilnahme an Trauerfeier und Beerdigung. Danach setzte Buchanan die Legende in Umlauf, dass er aus Hingabe zu seiner einzigen, früh verstorbenen Liebe unverheiratet blieb. 1833 und in seinen Fünfzigern sprach er von Heiratsplänen, die aber zu nichts führten und möglicherweise lediglich seinen Ambitionen auf einen Sitz im Bundes-Senat oder auf das Weiße Haus geschuldet waren. Im letzteren Fall war die Aspirantin die 19-jährige Anna Payne, die Nichte der früheren First Lady Dolley Madison. Somit ist er bis heute der einzige Präsident in der amerikanischen Geschichte, der sein Leben lang unverheiratet blieb. Er sticht damit auch aus seiner Epoche heraus, da bis zum Sezessionskrieg nur drei Prozent aller amerikanischen Männer nicht heirateten.

### Im Repräsentantenhaus der Vereinigten Staaten (1820–1831)
Bei den Kongresswahlen 1820 kandidierte Buchanan für einen Sitz im Repräsentantenhaus. Kurz nach seinem Wahlsieg starb der Vater bei einem Kutschenunfall. Buchanan gehörte zur Fraktion der „Republican-Federalists“, die mit ihrem gemischten Parteiprogramm den Übergang vom durch die Konkurrenz von Föderalisten und Demokratischen-Republikanern geprägten First Party System in die Era of Good Feelings („Ära der guten Gefühle“) anzeigten. In dieser Ära entwickelten sich die Demokratischen-Republikaner zur einzigen einflussreichen Partei. Buchanans föderalistische Überzeugung waren ohnehin nicht sehr stark gewesen. Bereits als Abgeordneter in Harrisburg hatte ihn ein Kollege zum Parteiwechsel aufgefordert, als er sich gegen einen nativistischen Gesetzesvorschlag der Föderalisten gewandt hatte, der naturalisierte Bürger von Wahlämtern im Bundesstaat ausschloss. Während der Präsidentschaft von James Monroe neigte Buchanan mehr und mehr zu den Positionen der um Andrew Jackson entstehenden modernen Demokraten. Nach der von Jackson verlorenen Präsidentschaftswahl 1824 trat er dessen Fraktion bei. Dieser hatte für Buchanan jedoch nur Verachtung übrig, weil er dessen Vermittlungsbemühungen zwischen den Lagern von Clay und Jackson vor der entscheidenden Abstimmung über die Präsidentschaft im Repräsentantenhaus als Verrat missinterpretierte. Bis zu seinem Lebensende fühlte er sich den Zielen und Inhalten der Jacksonian Democracy verpflichtet, die in den folgenden Jahren eine Neuordnung der politischen Verhältnisse auslöste. Ihre Kernbotschaften waren eine Stärkung der Volkssouveränität durch die Ausweitung des Wahlrechts, Machtzuwachs für die Bundesstaaten sowie die Begrenzung der Bundesgewalten. Nur in der Frage der Importzölle wich er aus Rücksicht vor der Wählerschaft Pennsylvanias von der Parteilinie ab und befürwortete ihre Erhöhung. Bis zu den 1830er Jahren entwickelte sich Buchanan zu einem ausgeprägten, am 10. Zusatzartikel zur Verfassung orientierten Verfechter der Rechte der Einzelstaaten (States’ Rights), ohne die amerikanischen Union infrage zu stellen. Wie die meisten Demokraten glaubte Buchanan, dass die Vereinigten Staaten einfach die Summe aus ihren Bundesstaaten seien.

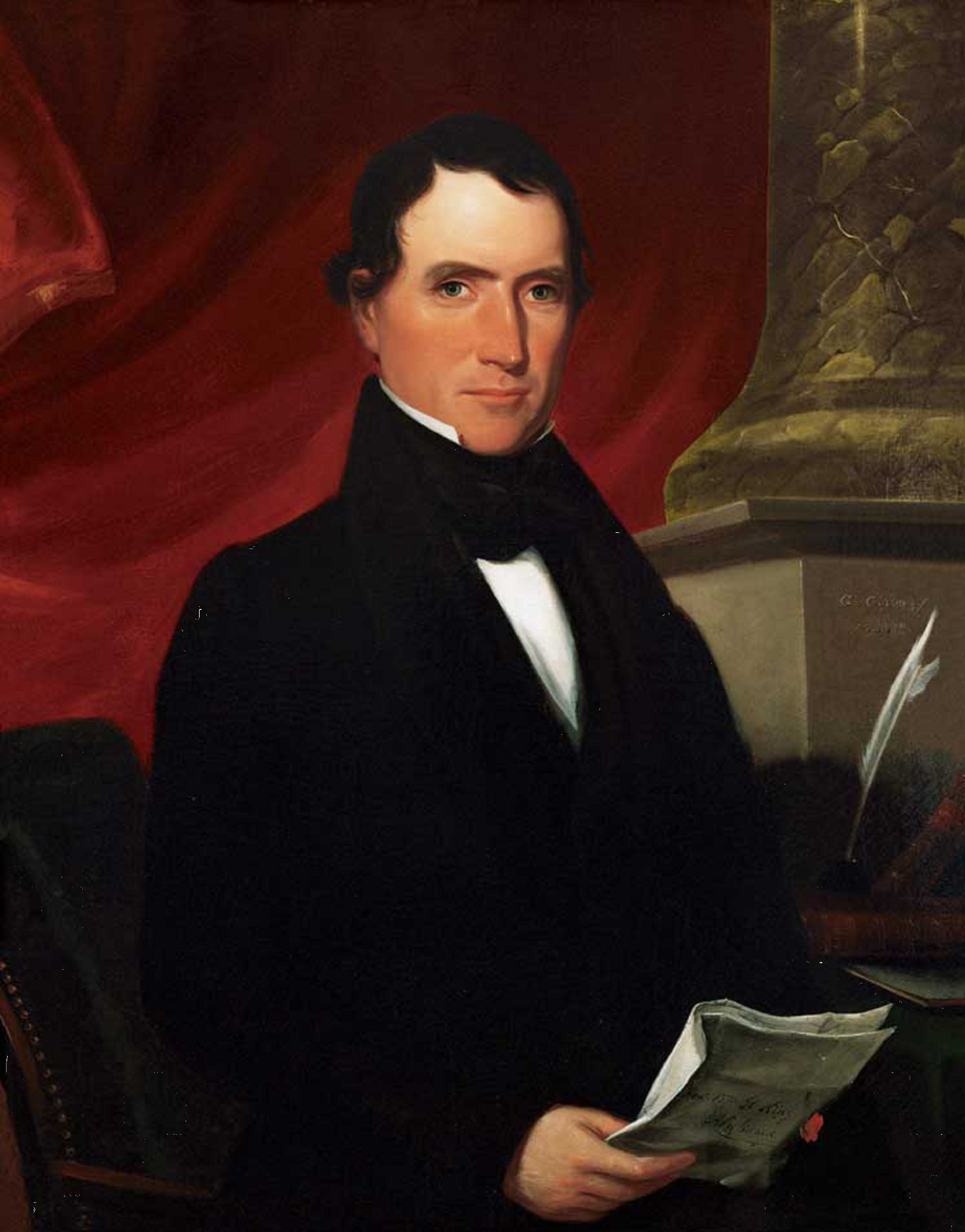
William R. King (1839)

Buchanan war bis einschließlich des 21. Kongresses der Vereinigten Staaten Repräsentant. In seiner ersten Rede vor dem Plenum in der Sitzungsperiode 1821/22 ging es um die Finanzierung der United States Army. Die trockene Rhetorik nahm seine späteren Debattenbeiträge vorweg, die sich durch sorgfältige Vorbereitung, Beweis- und Gegenbeweisführung sowie sentimentale Ausschweifungen auszeichneten. Von Anfang an suchte er die Nähe zu Kongressmitgliedern aus den Südstaaten, während er diejenigen aus Neuengland für Radikale hielt. Wichtige Freundschaften mit Südstaatler wurden die mit William Lowndes, Philip Pendleton Barbour und John Randolph of Roanoke. Durch die kurze Entfernung zu seinem Wahlbezirk hatte er einfachen Zugang zu seinen Wählern, wodurch er für Jackson in Pennsylvania eine demokratische Koalition aus früheren föderalistischen Farmern im Norden, Handwerkern in Philadelphia und Ulster-Schottisch-Amerikanern im Westen schmieden konnte. Bei der Präsidentschaftswahl 1828 sicherte er diesen Bundesstaat, während bei den parallelen Kongresswahlen die nach Abspaltung der National Republican Party erstmals als eigenständige Partei antretenden „Jacksonian Democrats“ einen einfachen Sieg einfuhren.
Während seiner zehnjährigen Kongressmitgliedschaft wurden seine Begabung und sein Einfluss als mittelmäßig eingestuft. Er stand hinter Führungsfiguren wie Henry Clay, John C. Calhoun und Daniel Webster zurück. Andererseits gehörte Buchanan nicht zur Fraktion der unauffälligen und inkompetenten Abgeordneten mit Alkoholproblemen, die zu dieser Zeit in großer Zahl das Kapitol bevölkerten. Die größte Aufmerksamkeit erreichte er bei einem Amtsenthebungsverfahren, bei dem er als Ankläger des Bundesbezirksrichters James H. Peck auftrat. Dieser hatte einen Anwalt in St. Louis inhaftieren lassen, der seine Entscheidungen kritisiert hatte. Im Repräsentantenhaus war das Verfahren erst initiiert worden, als Buchanan Vorsitzender im United States House Committee on the Judiciary („Justizausschuss des Repräsentantenhauses“) wurde. Bei der Anhörung im Senat machte Buchanan geltend, dass Peck mit krimineller Absicht die Vorgaben der amerikanischen Verfassung und bundesstaatlichen Gesetzgebung gebrochen habe. Er sei zu verurteilen, da man sich ansonsten seiner richterlichen Willkür beugte. Der Senat folgte Buchanans Plädoyer letztendlich nicht und sprach Peck mit einer Stimme Mehrheit frei. Seinen größten politischen Erfolg als Repräsentant erreichte er zum Ende der Amtszeit. In diesem Fall hatten die Mitglieder im Justizausschuss ohne seine Zustimmung beschlossen, das Justizgesetz von 1789 teilweise zu widerrufen. Dadurch hätte der Supreme Court das Recht auf Erstanhörung und die Zuständigkeit als bundesrechtliche Berufungsinstanz auf Ebene der Einzelstaaten verloren; er wäre nur noch über den Instanzenweg der Bundesbezirks- und Bundesberufungsgerichte ins Spiel gekommen. Obwohl ein ausgesprochener Anhänger der States’ Rights, sah Buchanan dadurch die Autorität dieser Institution und somit der Verfassung insgesamt erheblich beschädigt. Er sprach entsprechend im Repräsentantenhaus vor, das am Ende die Empfehlung des Justizausschusses ablehnte.
Als seine Kongressmitgliedschaft begann, war die politische Landschaft noch durch die Debatte um den unlängst verabschiedeten Missouri-Kompromiss geprägt, der Sklaverei nördlich von 36° 30′ verbot und somit die Anzahl der freien und Sklavenstaaten auf jeweils zwölf ausbalancierte. Selbst 30 Jahre später hoffte Buchanan immer noch, dass mit dieser Regelung die Sklavenfrage zur Genüge geregelt sei, obwohl dieser Konflikt während seiner gesamten Karriere virulent blieb und den öffentlichen Diskurs bestimmte. So schweifte er im Jahr 1830 selbst bei einer außenpolitischen Frage eine Gesandtschaft nach Panama betreffend ab und äußerte sich zur Sklaverei. Er führte an, dass die peculiar institution („besondere Institution“), wie sie in den Südstaaten euphemistisch bezeichnet wurde, zwar ein politisches und moralisches Übel sei, für das es aber keine Abhilfe gäbe. Buchanan malte das Schreckgespenst aus, dass eine Befreiung der Sklaven zwangsläufig zu einem „Massaker an der edelgesinnten und ritterlichen Männerklasse des Südens“ führen würde. Im Jahr 1831 lehnte er eine Nominierung für den 22. Kongresses der Vereinigten Staaten durch seinen aus den Countys Dauphin, Lebanon und Lancaster bestehenden Wahlbezirk ab. Er hatte weiterhin politische Ambitionen und einige Demokraten Pennsylvanias brachten ihn als Kandidaten für die Vizepräsidentschaft bei den Wahlen 1832 ins Spiel. Jackson entschied sich jedoch für Martin Van Buren als Running Mate und bot Buchanan Ende 1831 die Gesandtschaft im Russischen Kaiserreich an.

### Gesandter im Russischen Kaiserreich (1832–1833)

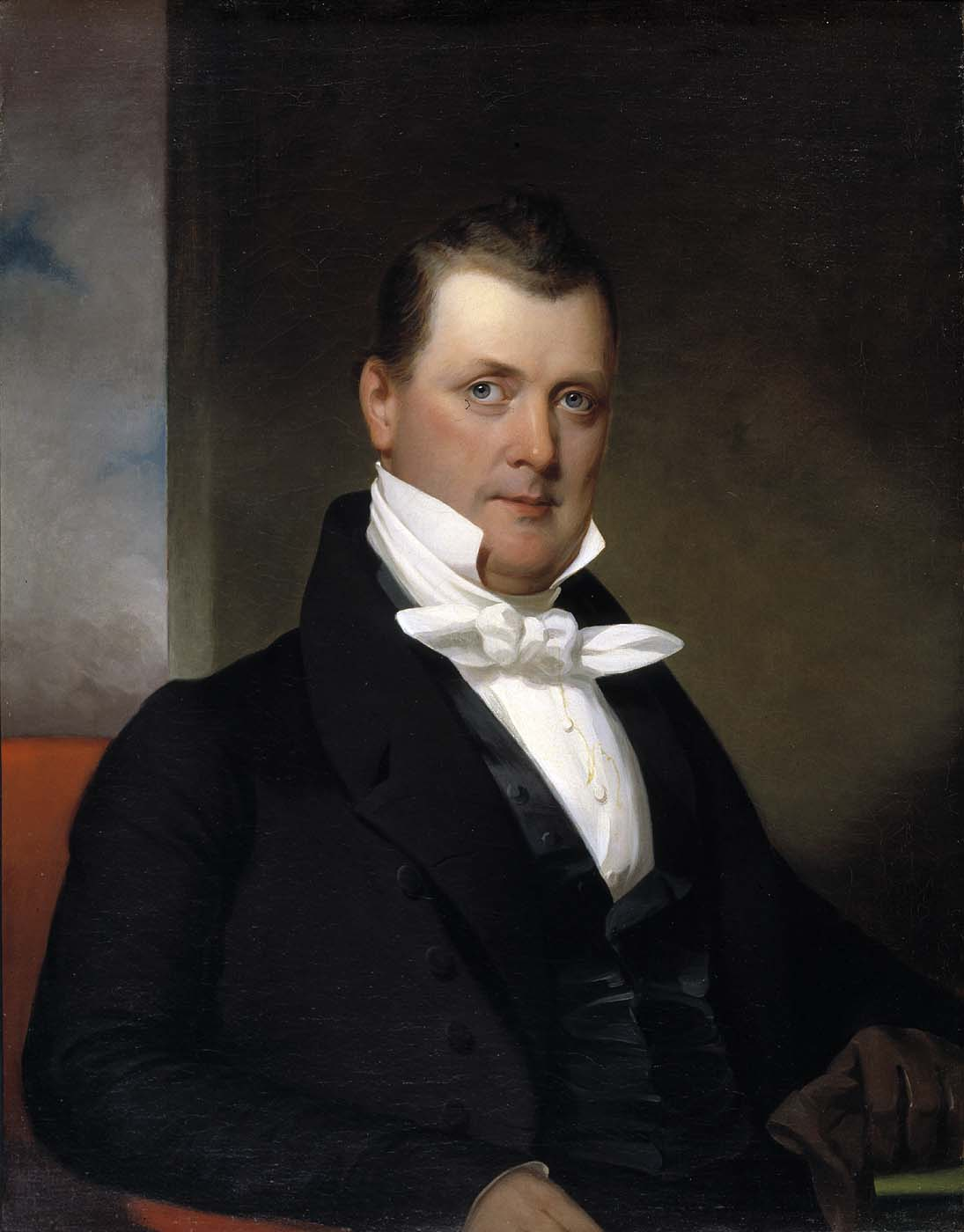
James Buchanan (Ölporträt von Jacob Eichholtz, 1834)

Widerstrebend nahm Buchanan diesen Posten an. Zum einen war das weit entfernte St. Petersburg eine Art politisches Exil, was in der Absicht Jacksons lag, der Buchanan für einen „unfähigen Wichtigtuer“ und nicht vertrauenswürdig hielt. Zum anderen beherrschte er die in der damaligen Diplomatie übliche französische Sprache nicht und ließ ungern seine Anwaltspraxis ruhen. Er fungierte insgesamt 18 Monate als amerikanischer Gesandter im Russischen Kaiserreich. Schwerpunkt seiner Tätigkeit war, mit Russland einen Handels- und einen Schifffahrtsvertrag abzuschließen. Während Buchanan bei ersterem Erfolg hatte, erwies sich die Aushandlung eines Abkommens zur freien Handelsschifffahrt mit Außenminister Karl Robert von Nesselrode als schwierig. Während seines Aufenthaltes in St. Petersburg lernte er Französisch, wurde auf einer Audienz von Zar Nikolaus I. empfangen und erkannte, wie langwierig sich diplomatische Prozesse gestalteten. Obwohl Buchanan das gesellschaftliche Leben in der High Society der Hauptstadt durchaus genoss, störte er sich als überzeugter Demokrat an dem autokratischen Regime, das sich unter anderem in politischer Zensur und einer allgegenwärtigen Geheimpolizei offenbarte. Erschwerend kam hinzu, dass während seiner Abwesenheit seine Mutter und ein Bruder gestorben waren. So war er alles in allem froh, als er Ende 1833 wieder nach Amerika zurückkehrte.

### Senator (1834–1845)
Zurück in den Vereinigten Staaten verlor er zwar die Wahl in der State Legislature zum Senator über die volle Amtszeit von sechs Jahren in den 23. Kongress, aber er wurde als Nachfolger von Senator William Wilkins bestimmt, der ihn wiederum in St. Petersburg beerbte. Buchanan blieb bis März 1845 Mitglied des Senats und wurde zweimal im Amt bestätigt. Er gewann an Renommee und zusammen mit der Tatsache, dass bisher kein amerikanischer Präsident aus Pennsylvania stammte, sah er sich zusehends zu den höchsten Aspirationen berechtigt. Dazu musste er die Demokraten Pennsylvanias auf ihrem Parteitag – der State Convention – hinter sich vereinigen, so dass sie ihn als Kandidaten für die National Convention wählten. Weil in dieser Epoche offene Ambitionen auf das Weiße Haus als unziemlich galten, äußerte Buchanan gegenüber Freunden, dass ihm die Senatorenschaft Auszeichnung genug sei. Als Senator hielt er sich strikt an die Vorgaben der State Legislature Pennsylvanias und stimmte im Kongress einige Male konträr zu seinen eigenen Redebeiträgen ab.
Ab 1834 zog er in eine Pensionsgemeinschaft mit Senator William R. King aus Alabama, was zu Spekulationen über eine etwaige homosexuelle Beziehung zwischen den beiden führte. Aus diesen Wohngemeinschaften oft unverheirateter Kongressabgeordneter entstanden jedoch häufig Freundschaften, die über politische Bündnisse hinausgingen. Im Lauf der Jahre gehörten Edward Lucas, Bedford Brown, Robert C. Nicholas und John Pendleton King zu der Pensionsgemeinschaft. Diese Gruppe überzeugter Jackson-Anhänger erreichte in den 1830er Jahren erheblichen politischen Einfluss und kontrollierte zwei wichtige Senatsausschüsse. Der Historiker Balcerski hält es für möglich, dass Buchanans Parteinahme für die Südstaaten in dieser Pensionsgemeinschaft geprägt wurde.
Als loyaler Anhänger der Programmatik Andrew Jacksons war er ein Gegner einer Neugründung der Second Bank of the United States, deren Laufzeit im Jahr 1836 endete. Dementsprechend stützte er Van Burens Plan, die öffentlichen Gelder dezentral vorzuhalten und stimmte dagegen, als der Kongress Jackson für seine Geldpolitik tadelte. Trotz seiner südstaatenfreundlichen Haltung wandte er sich gegen Senator Calhoun, als dieser ein Gesetz vorschlug, das dem Kongress die Annahme von abolitionistischen Petitionen untersagte. Buchanan sah dadurch das republikanische Prinzip der Volkssouveränität verletzt. Bis in die 1840er Jahre war seine Position zur Sklavenfrage starr geworden. Es sah in der Sklaverei eine nationale Schwäche, nicht aus humanitären Gründen, sondern weil sie eine potenzielle Gefahr für die amerikanische Union darstellte. Buchanan erachtete sie ferner als eine innere Angelegenheit der Südstaaten, da sie zum einen der Jurisdiktion der Einzelstaaten unterlag und zum anderen das Familienleben der Pflanzer betraf. Entsprechend feindselig betrachtete er die Abolitionisten, deren Bewegung er ein schnelles Ende vorhersagte.
Buchanan etablierte sich neben Clay, Webster, Calhoun und Thomas Hart Benton in der ersten Reihe der Senatoren. Das Angebot Präsident Van Burens, United States Attorney General zu werden, lehnte er ab. Ansehen, Fleiß sowie Loyalität zur Partei hoben ihn in renommierte Senatsausschüsse wie den für Justiz und den für Auswärtige Beziehungen, dessen Vorsitz er von 1836 bis 1841 innehatte. Es war vor allem diese Position, die zu seiner landesweiten Bekanntheit beitrug und ihm seine wichtigsten politischen Erfolge ermöglichte. Daneben leitete er in den 1830er Jahren einen Senatsausschuss zur Sklavenfrage und zum Verbot des Sklavenhandels in Washington. Buchanans Leitprinzipien waren die States’ Rights und die Manifest Destiny, die die Expansion als Bestimmung der Vereinigten Staaten proklamierte und von allen Präsidenten bis dahin in Richtung Westen vorangetrieben worden war. Zu seiner Zeit waren alle Demokraten und die meisten Whigs Vertreter der Manifest Destiny, wobei Buchanan einer ihrer ersten und leidenschaftlichster Fürsprecher war und sie später als Außenminister und Präsident in politisches Handeln umsetzte. Seine Begründungen für die kontinentale Ausdehnung der Vereinigten Staaten, die in den 1840er Jahren Richtung Mexiko und Zentralamerika übergriff, weisen lehrbuchhaften Charakter auf. So war er 1841 nur einer von wenigen Senatoren, die gegen den Webster-Ashburton Treaty mit dem Vereinigten Königreich stimmten, da er das gesamte Aroostook-Tal für die Vereinigten Staaten forderte. Während die Anhänger der Manifest Destiny aus den Sklavenstaaten ausschließlich der Annexion von Texas und Teilen Mexikos sowie Zentralamerikas das Wort sprachen, traten diejenigen aus den Nordstaaten nur für eine Expansion gegenüber Kanada und im Oregon Country ein. Buchanan hingegen setzte sich für eine territoriale Ausdehnung der Vereinigten Staaten in beide Richtungen ein.
So machte er sich im Oregon Boundary Dispute die Maximalforderung von 54°40′ als nördlicher Grenze zu eigen und sprach sich in seiner letzten längeren Rede vor dem Senat im Februar 1845 für die Annexion der Republik Texas aus, wobei er drei Gründe geltend machte: Zum einen verdiente es das unabhängige Texas Teil der „glorreichen Konföderation“ amerikanischer Bundesstaaten zu sein, zum anderen könnte ein großer Teil der Sklaverei dorthin verlagert und so die Gefahr von Sklavenaufständen im Cotton Belt („Baumwollgürtel“) verringert werden. Des Weiteren fürchtete Buchanan, dass die Republik Texas bei fortbestehender Unabhängigkeit Großbritannien einen Anlass für eine Militärintervention bot. Außerdem strebte er die Aufteilung von Texas in fünf Einzelstaaten an, so dass im Senat die Balance aus neu hinzukommenden freien und Sklavenstaaten gewahrt werden konnte. Innerhalb der Demokraten war er der extremste Vertreter der Manifest Destiny, die vor allem im damaligen Westen und Süden der Vereinigten Staaten und weniger in den Mittelatlantikstaaten und Neuengland populär war. Neben seinen Ambitionen auf das Weiße Haus und der Sympathie für die politische Stimmung in den Südstaaten lag den territorialen Maximalforderungen Buchanans noch seine Erfahrungen als Gesandter in St. Petersburg zugrunde. Hier war er in Berührung mit dem Opportunismus des britischen Kolonialismus gekommen, weshalb er bei moderateren Gebietsforderungen die Gefahr einer Intervention des Vereinigten Königreichs in Oregon, Texas oder Mexiko gegeben sah.

### Außenminister (1845–1849)

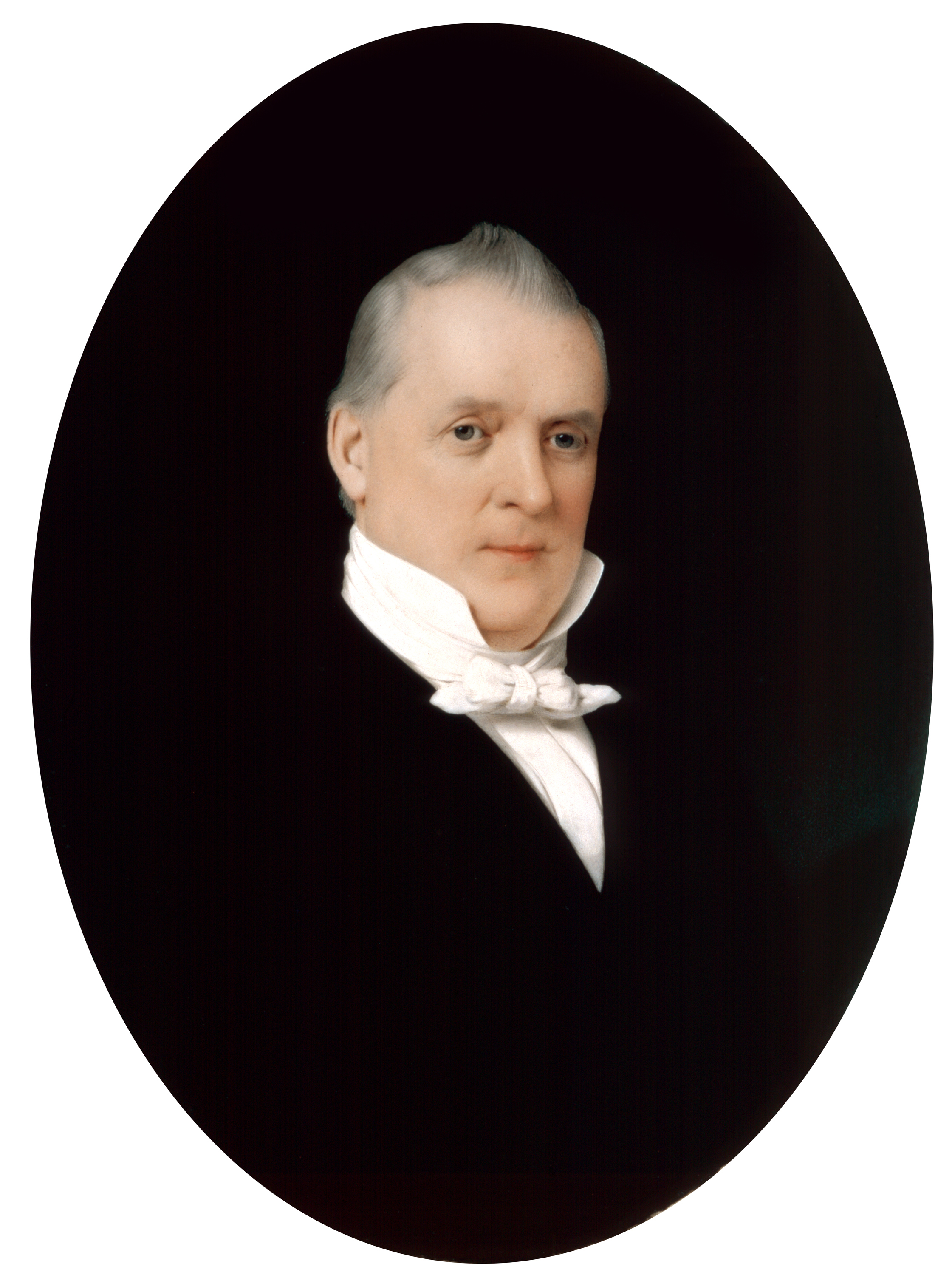
James Buchanan (Aquarellmalerei von John Henry Brown, 1851)

Bei der Präsidentschaftsvorwahl 1844 hoffte Buchanan erneut auf eine Nominierung, wobei er dieses Mal offensiver vorging als in den Jahren 1836 und 1840. Er schrieb die demokratischen Parteiführer sämtlicher Bundesstaaten an und bot sich im Falle eines Verzichts Van Burens als Kandidat an. Von einem öffentlichen Wahlkampf, der zu dieser Zeit allmählich an Legitimität gewann, sah er dennoch ab. Zu seiner Enttäuschung war ihm auch dieses Mal kein Erfolg beschieden, sondern die Democratic National Convention nominierte James K. Polk, der die anschließende Präsidentschaftswahl für sich entschied. Der damaligen Überzeugung folgend berief der neue Präsident Buchanan als Außenminister in sein Kabinett, um ihn so als parteiinternen Konkurrenten auszuschalten, aber auch um ihn für seine Unterstützung im Wahlkampf zu entschädigen. Obwohl dieses Ministerium als wichtigstes Ressort galt und ihm Gelegenheit für die Umsetzung seiner expansionistischen Ziele bot, ersuchte er im Dezember 1845 Polk um seine Ablösung und um eine Nominierung für einen frei gewordenen Sitz im Obersten Gerichtshof. Besorgt, dass er als Bundesrichter vom Senat nicht bestätigt werden könnte, zog er dieses Gesuch im Februar 1846 wieder zurück. Im Juni gleichen Jahres entschied er sich wieder um, aber nahm dann nach einigen Wochen endgültig Abstand von dieser Idee nicht zuletzt deshalb, weil bis dahin nie ein oberster Bundesrichter Präsident geworden war. Bis Dezember 1847 waren Buchanans Ambitionen wieder zum Leben erwacht und angesichts der bevorstehenden Präsidentschaftswahl lud er Parteiführer und andere politisch einflussreiche Personen zu Dinners in der Hauptstadt ein, die er auf regelmäßiger Basis ausrichtete.
Während seiner Amtszeit als Außenminister verzeichneten die Vereinigten Staaten unter Polk mit 67 % ihren historisch größten Gebietszuwachs, aus dem in der Folge 22 neue Bundesstaaten entstanden. Die meisten territorialen Gewinne gingen auf die Eroberungen im Mexikanisch-Amerikanischen Krieg und die erhaltenen Anteile am Oregon Country zurück. Buchanan, der eine noch größere Expansion angestrebt hatte, und der Präsident verfolgten beide die gleichen strategischen Ziele gemäß der Manifest Destiny, gerieten jedoch häufiger über die einzusetzenden taktischen Mittel und andere Details in Konflikt. Der Außenminister hatte über Polks Sachkenntnis und Verständnis für geographische Fragen keine hohe Meinung. Im Oregon Boundary Dispute mit Großbritannien vertauschten sie nicht zum einzigen Male ihre Positionen: Während sich Buchanan anfangs für den 49. Breitengrad als Grenze des Oregon-Territoriums zu Britisch-Nordamerika aussprach, forderte Polk eine nördlichere Grenzlinie. Als die Nordstaaten-Demokraten sich im Wahlkampf 1844 um den populären Slogan Fifty-Four Forty or Fight („54°40′ oder Krieg“) sammelten, machte sich Buchanan diese Position als eine Frage der nationalen Ehre zu eigen, die notfalls mit kriegerischen Mitteln zu klären sei. Bei Polk war es hingegen zu einem Gesinnungswandel in die andere Richtung gekommen, den sein Außenminister schließlich nachvollzog, so dass der Oregon-Kompromiss von 1846 schließlich den 49. Breitengrad als Grenze im pazifischen Nordwesten festsetzte.
Gegenüber Mexiko hielt er an der zweifelhaften Auffassung fest, dass dessen Angriff auf amerikanische Truppen jenseits des Rio Grande im April 1846 eine Grenzverletzung und somit einen legitimen Kriegsgrund darstellte. Gemeinsam mit Polk und anderen Demokraten hatte er in der Vergangenheit mit einer aggressiven, auf die Instabilität des Nachbarstaates verweisenden Rhetorik die Basis für diesen Konflikt gelegt. Während des Mexikanisch-Amerikanischen Kriegs riet Buchanan den Präsidenten erst davon ab, Territorium südlich des Rio Grande zu beanspruchen, weil er einen Krieg mit Großbritannien und Frankreich fürchtete, während Polk und der Rest des Kabinetts als neue Grenze den 22. Breitengrad anstrebten. Nachdem die United States Army im Jahr 1847 Mexiko-Stadt erobert hatten, änderte er seine Meinung und lehnte in Opposition zum Präsidenten und den anderen Ministern einen Friedensvertrag mit Mexiko ab. Er machte geltend, dass Mexiko den Krieg verschuldet habe und die ausgehandelten Entschädigungen für die amerikanischen Verluste zu niedrig seien. Buchanan forderte Provinzen entlang der Sierra Madre Oriental und das gesamte Niederkalifornien als künftige Bundesterritorien. Er blieb mit seiner Meinung im Kabinett alleine und im Februar 1848 ratifizierte Polk den Vertrag von Guadalupe Hidalgo. Polk vermutete, dass hinter Buchanans Haltung die Absicht steckte, dem Wunsch der Südstaaten nach neuen Sklavenstaaten nicht entgegenzustehen.

### Im politischen Abseits

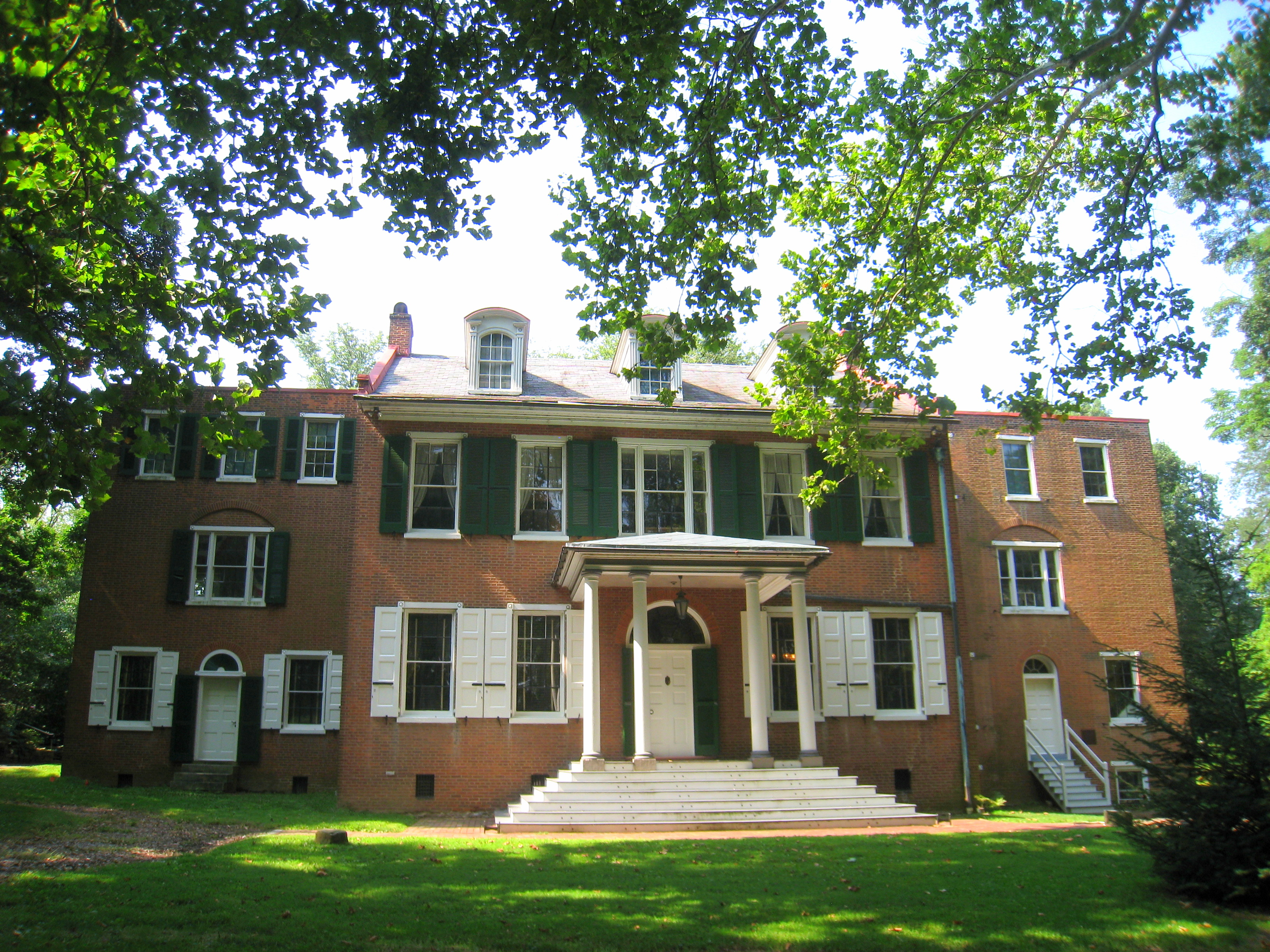
Wheatland (2009)

Bei der Präsidentschaftswahl im Jahr 1848 bemühte sich Buchanan erneut um eine Nominierung. Auf der Democratic National Convention im Mai brachte er aber nur die Delegationen von Pennsylvania und Virginia hinter sich, so dass am Ende Lewis Cass zum Kandidaten der Demokraten gekürt wurde. Dieser unterlag im November dem Whig General Zachary Taylor, der sich im Mexikanisch-Amerikanischen Krieg zu einem Nationalheld entwickelt hatte. Den Achtungserfolg der abolitionistischen Free Soil Party, die im Popular Vote auf 10 % kam, hielt er für eine gefährliche, aber kurzfristige Verirrung der Wähler. Für ihn waren die Demokraten die Partei, die Freiheit und Wohlstand gebracht hatte und als einzige im zunehmenden Nord-Süd-Konflikt um die Sklavenfrage die nationale Einheit wahren konnte. Daher sah er in jeder politischen Kursänderung der Partei eine potenzielle Gefahr für den nationalen Zusammenhalt. Als Buchanan im Frühjahr 1849 nach Lancaster zurückkehrte, hatte er das erste Mal seit 30 Jahren kein öffentliches Amt inne und wegen des Triumphes der Whigs keinerlei Aussichten auf ein solches, zumal er die Bitte der Demokraten Pennsylvanias, für den Senat zu kandidieren, ablehnte.
Mittlerweile in die Jahre gekommen, kleidete Buchanan sich immer noch im altmodischen Stil seiner Adoleszenz, während ihm die Presse den Spitznamen Old Public Functionary („Alter öffentlicher Beamter“) verpasst hatte. Sklavereigegner im Norden verspotteten ihn aufgrund seiner moralischen Prinzipien als ein Relikt aus der menschlichen Urgeschichte. In den folgenden vier Jahren lebte Buchanan als Privatier und kümmerte sich vorwiegend um häusliche Angelegenheiten. Im Randbezirk von Lancaster kaufte er das Anwesen Wheatland, das von seinem Vorbesitzer wegen seiner Lage auf einem Hügel inmitten von „Weizen(wheat)“-feldern so genannt worden war. Die geräumige, 22 Zimmer große Residenz war für ihn als ledig lebenden Mann zwar viel zu groß, aber mittlerweile war er zum Zentrum eines familiären Netzwerks geworden, das aus 22 Nichten und Neffen und deren Nachkommen bestand. Sieben von diesen waren Waisen, deren gesetzliche Vormundschaft Buchanan innehatte. Er konnte durch Patronage für einige von ihnen Beschäftigungen im öffentlichen Dienst finden. Für die Neffen und Nichten, die in seiner Gunst am höchsten standen, übernahm er die Rolle eines pflichtbewussten Ersatzvaters. Die größte emotionale Bindung baute er zu seiner Nichte Harriet Lane auf, die ihre Jugend und Adoleszenz in Wheatland verbrachte und später für Buchanan im Weißen Haus die Rolle der First Lady übernahm. In den 1840er Jahren schickte er Harriet auf eines der bekanntesten Mädchenpensionate des Landes, eine Klosterschule in Georgetown. Wie bei den anderen Zöglingen spiegelt sich in seinen Briefen an Lane sein nüchterner und distanzierter Gefühlsausdruck wider. So warnte sie Buchanan vor allem davor, was sie nicht tun sollte, und gab ihr Handlungsempfehlungen bezüglich der Auswahl ihres zukünftigen Gatten. Harriet war ihrem Onkel gegenüber dankbar und folgte loyal seinen Ratschlägen, weshalb sie erst im Alter von 37 Jahren einen wohlhabenden Bankier heiratete.
Buchanan versah sein großes Arbeitszimmer mit einem separaten Hauseingang, so dass ihn Politiker und öffentliche Funktionsträger diskret treffen konnten. Die Bibliothek spiegelte seine ernsthafte Natur und öffentliche Stellung wider, indem sie abgesehen von einigen Erzählungen Charles Dickens’ kaum Belletristik enthielt, sondern hauptsächlich mit Parlamentsberichten wie dem Congressional Globe, Gesetzeskommentaren und einer Kopie der Federalist Papers bestückt war. Durch den Anschluss Lancasters an die Eisenbahn begünstigt, empfing er häufig Reisende, die auf dem Weg zur Hauptstadt waren und über Nacht blieben. Die Jahre als Familienoberhaupt und Herr über eine stattliche Residenz bescherten ihm ein maskulineres, respektableres Image und mit the Sage of Wheatland („der Weise von Wheatland“) einen neuen Spitznamen. Zu keinem Zeitpunkt zog er sich vollständig aus der Politik zurück. So plante er eine Redesammlung und eine Autobiographie herauszugeben. Als vor der Präsidentschaftswahl 1852 die Chancen auf ein politisches Comeback stiegen, unterbrach er die Arbeiten an diesem Vorhaben. Buchanan reiste mehrfach nach Washington, um sich mit demokratischen Kongressmitgliedern abzusprechen, und fokussierte sein Handeln auf die Parteipolitik Pennsylvanias, wo die Demokraten in zwei Lager unter der Führung von Simon Cameron und George Dallas gespalten waren.

### Präsidentschaftsvorwahl 1852
Wie für Aspiranten auf die Präsidentschaft damals üblich, präsentierte Buchanan seine Positionen in öffentlichen Briefen, wie er es schon vor der letzten Präsidentschaftsvorwahl im August 1847 getan hatte. Unter anderem hatte er in diesem Schreiben gefordert, die Linie des Missouri-Kompromisses bis zur Pazifikküste zu ziehen. Nördlich davon sollte Sklaverei verboten sein, während südlich davon das Prinzip der Volkssouveränität (popular sovereignity) darüber entscheiden sollte. Wie und zu welchem Zeitpunkt das in den betreffenden Bundesterritorien geschehen sollte, hatte Buchanan damals nicht konkretisiert. In seinem Brief an eine öffentliche Versammlung in Philadelphia im November 1850 kam er auf diesen Punkt zurück. Der Text, dessen Vorlesung drei Stunden dauerte, war die längste, detaillierteste und am meisten zitierte Stellungnahme Buchanans bis zu seiner Präsidentschaft. Angesichts des Kompromisses von 1850, der zur Aufnahme von Kalifornien als freiem Bundesstaat in die Union und einem strengeren Sklavenfluchtgesetz geführt hatte, verwarf er nun den Missouri-Kompromiss und begrüßte die Ablehnung des Wilmot Provisos, der die Sklaverei in allen im Mexikanisch-Amerikanischen Krieg hinzugewonnenen Territorien untersagte, durch den Kongress. Abolitionismus verurteilte er nicht nur als Produkt einer fanatischen Geisteshaltung, sondern auch weil die Agitation gegen die Sklaverei ihre Besitzer ängstige und die Lebensbedingungen der Sklaven sich so verschlechtere. Über die Sklaverei sollte nicht der Kongress, sondern die jeweilige State Legislature entscheiden. Des Weiteren setzte er sich für die bekannten Prinzipien der Jacksonian Democracy ein, also für eine Begrenzung der Bundesgewalten und Bundesmittel sowie eine wortgetreue Auslegung (strict constructionism) der Verfassung.
Im sich verschärfenden Nord-Süd-Konflikt dieser Zeit machte Buchanan aus seiner Abneigung gegen abolitionistische Nordstaatler keinen Hehl. Dies lag nicht nur in seiner Parteizugehörigkeit und persönlichen Sympathie für die Südstaaten begründet, sondern auch in seinem Wohnsitz. Quäker aus Pennsylvania hatten dem Kongress von Anfang an Petitionen zur Sklavenbefreiung zugesandt. Die State Legislature in Harrisburg hatte in den 1820er Jahren freie Afroamerikaner und geflohene Sklaven gesetzlich vor Sklavenjägern geschützt. Außerdem war Pennsylvania als Grenzstaat nördlich der Mason-Dixon-Linie eine Hochburg der Underground Railroad. Als im Jahr 1851 im nahe Wheatland gelegenen Christiana militante Abolitionisten entflohene Sklaven vor ihren Eigentümern beschützten, wobei der Pflanzer und sein Sohn den Tod fanden, hielt Buchanan dies für eine frevelhafte Tat und sah in den Sklavereigegnern umso mehr die größte Gefahr für den Bestand der Union. 1850 hatte er das neue Sklavenfluchtgesetz begrüßt, das bundesweit jedem mit Strafe drohte, der ihnen bei der Flucht half, während viele seiner Landsleute in den Nordstaaten gerade dieses Gesetz empörte.
Bis zum Frühjahr 1852 hatte sich Buchanan neben Cass, Stephen Douglas und William L. Marcy als aussichtsreichster Bewerber für die demokratische Präsidentschaftskandidatur etabliert. Ein Rückschlag für ihn war, als der Parteitag Pennsylvanias im März nicht einstimmig für ihn votierte, sondern mehr als 30 Delegierte eine Protestnote gegen ihn verfassten. Diese präferierten Cameron als Kandidaten beziehungsweise verübelten als Anhänger Wilmots Buchanans Konzessionen an die Südstaaten. Obwohl er, wie gewohnt, seine Ambitionen auf das Weiße Haus öffentlich verneinte, unternahm er mehr als andere Kandidaten für die Nominierung. In Briefen an Parteikollegen gab er zu bedenken, dass Cass als Präsidentschaftskandidat im Wahlmännerkollegium nicht das wichtige Pennsylvania gewinnen konnte. Buchanan schätzte angesichts der Unterstützung durch die Südstaaten die Aussichten für eine Nominierung zunehmend positiv ein. Dort standen die Radikalen zu dieser Zeit noch hinter dem politischen Programm, das Buchanan in seinem Brief von 1850 formuliert hatte. Auf der anderen Seite war er im Norden als Doughface („Teiggesicht“) verrufen, womit die mit dem Süden sympathisierenden Nordstaatler bezeichnet wurden. Auf der Democratic National Convention im Juni 1852 in Baltimore erreichten weder Buchanan noch Cass in den ersten Wahldurchgängen die nötige Zweidrittelmehrheit. Er konnte zwar einige Südstaaten durchgehend hinter sich sammeln, aber am Ende fehlten ihm die Stimmen aus den Grenzstaaten entlang der Mason-Dixon-Linie sowie den Nordstaaten. Im 49. Wahldurchgang gewann schließlich der Außenseiter Franklin Pierce aus New Hampshire. Buchanan verkündete daraufhin seinen Abschied aus der Politik und lehnte die ihm angebotene Vizepräsidentschaft ab; stattdessen schlug er mit Erfolg seinen Freund King für dieses Amt vor.

### Gesandter im Vereinigten Königreich von Großbritannien und Irland (1853–1856)
Obwohl diese Position in seiner Laufbahn einen Rückschritt bedeutete, nahm Buchanan sechs Monate nach der Präsidentschaftswahl von 1852 die Gesandtschaft im Vereinigten Königreich Großbritannien und Irland an, nachdem er in für ihn charakteristischer Manier zweimal von seiner Zusage zurückgetreten war. Im Sommer 1853 reiste er zum Amtsantritt nach London. Er entpuppte sich als ein gut informierter, fleißiger und effizienter Gesandter, dessen Amtsperiode in eine besonders wichtige Phase der Beziehungen zwischen dem Vereinigten Königreich und den Vereinigten Staaten fiel. So standen das militärische Engagement Großbritanniens auf einigen Inseln vor der Küste von Honduras sowie dessen Einmischung in die Belange Nicaraguas zur Debatte. 1850 hatte der Clayton-Bulwer-Vertrag für den Fall eines transozeanischen Kanalbaus durch dieses Land eine britisch-amerikanische Kontrolle dieser Wasserstraße festgeschrieben. Generell reagierte Washington seit der Präsidentschaft Polks sensibler auf europäische Einflussnahme in Mittel- und Südamerika, durch die es die Monroe-Doktrin verletzt sah.
Im September 1853 kam es zur ersten von über 150 Zusammenkünften von Buchanan und dem britischen Außenminister George Villiers, 4. Earl of Clarendon, zwischen denen sich eine freundschaftliche Beziehung entwickelte. Während er die britische Präsenz in Mittelamerika als eine Frage höchster Dringlichkeit betrachtete, war Villiers zu dieser Zeit vor allem mit dem Krimkrieg beschäftigt. Buchanans erste diplomatische Krise betraf das Protokoll. Außenminister Marcy hatte angeordnet, dass die auswärtigen Gesandten sich nur als einfache Bürger zu kleiden hatten, was der Kleiderordnung vom britischen Hofstaat und der hauptstädtischen Salons der Gentry nicht genügte. Aus diesem Grund blieb er der Parlamentseröffnung fern, was als Affront aufgefasst wurde. Als ihn Königin Victoria zu einem Dinner einlud, löste er das Problem dadurch, dass er ein Schwert trug, was sowohl in Amerika als auch Großbritannien als Kennzeichen eines Gentleman galt. In der Heimat profitierte Buchanan von der „Kleideraffäre“, weil sie ihn den Ruf eines einfachen Bürgers bescherte, der sich den aristokratischen Gepflogenheiten des Königreichs nicht unterordnete.
Derweil thematisierten die Unterredungen mit Villiers neben der Präsenz des Vereinigten Königreichs in Zentralamerika und den Westindischen Inseln Buchanans Obsession, die spanische Kolonie Kuba zu annektieren. Er verfolgte einen bilateralen Vertragsabschluss als ersten Schritt auf dem Weg, Großbritannien bis auf seine kanadischen Kolonien aus der westlichen Hemisphäre herauszuhalten. Dabei hielt er sich genau an die von Präsident Pierce vorgegebenen Instruktionen, die einen britischen Abzug von den Islas de la Bahía vor der Nordküste Nicaraguas vorsahen. Ferner sollte sich das Vereinigte Königreich aus Belize zurückziehen und sein Protektorat über die Miskito und somit die Kontrolle über den im Falle eines transozeanischen Kanalbaus wichtigen Hafen San Juan de Nicaragua aufgeben. Anfangs zeigte der auf den Krimkrieg fokussierte Villiers wenig Verständnis für die amerikanischen Forderungen und ließ mangelnde Detailkenntnis über die geographische Bedeutung der fraglichen Regionen erkennen. Buchanan appellierte an die besonderen Beziehungen zwischen ihren Ländern und die vielfältigen Gemeinsamkeiten in Sprache, Religion und Kultur, die so groß seien, dass London in seiner früheren Kolonie keinen Gegner sehen sollte. Für die Zukunft sagte er besonders enge Beziehungen zwischen beiden Nationen voraus. Im Sommer 1854 meinte er schließlich, dass dank seiner Überzeugungsarbeit London bereit sei, auf Spanien Druck hinsichtlich eines Verkaufs von Kuba an die Vereinigten Staaten auszuüben.

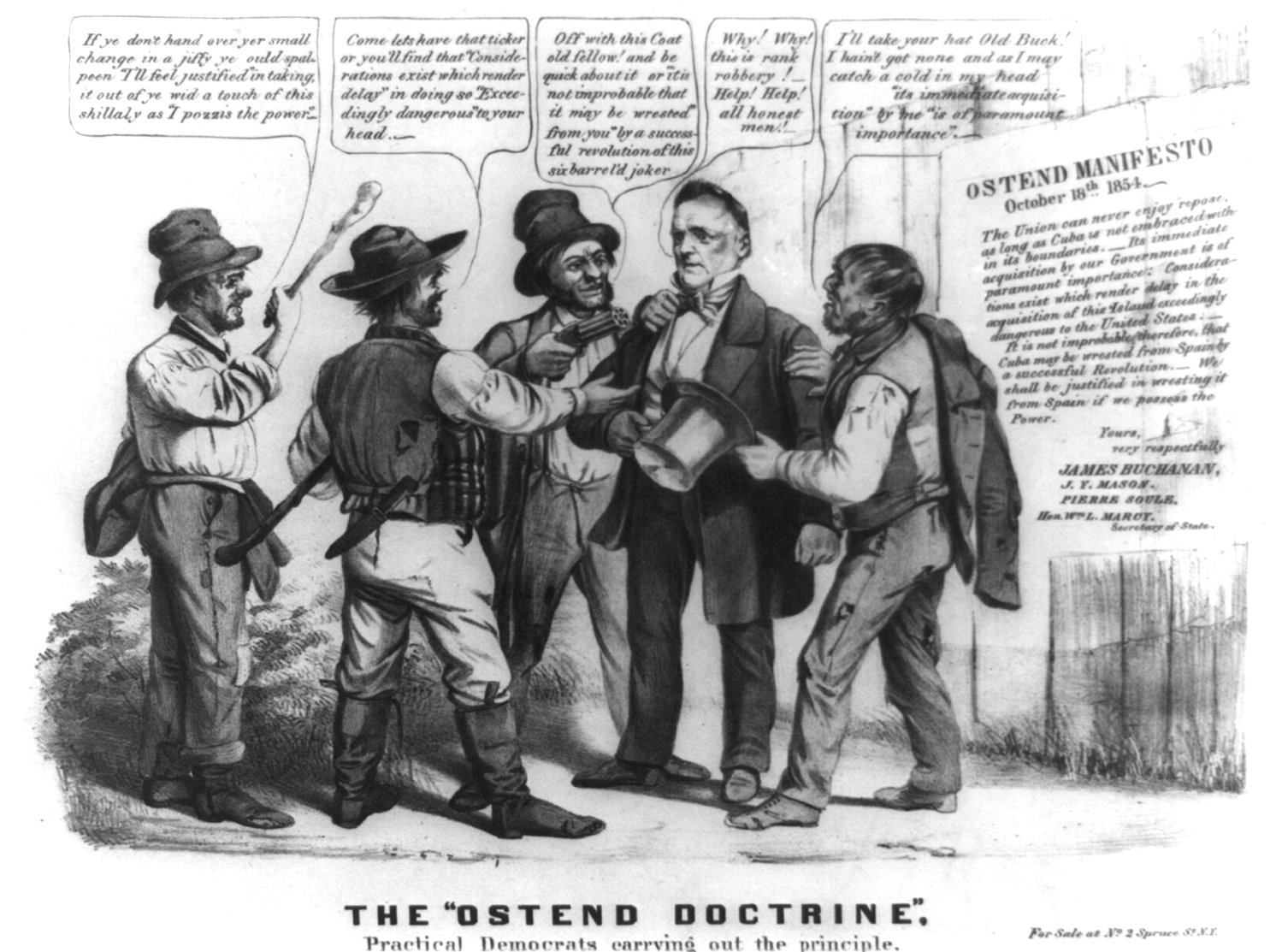
Eine Karikatur, die im Jahr 1856 in New York erschien, stellt Buchanan inmitten von Raufbolden dar, die ihn berauben. Sie rechtfertigen ihren Diebstahl jeweils durch leicht abgewandelte Phrasen aus dem Ostende-Manifest, das am Zaun am rechten Bildrand angeschlagen ist.

Im Juni 1854 beorderte ihn der Präsident nach Paris, um mit seinen Amtskollegen in Spanien und Frankreich, Pierre Soulé und John Y. Mason, einen Plan zum Erwerb Kubas zu erarbeiten. Buchanan kam dem nur widerwillig nach, da er sich bereits im Besitz des richtigen Konzepts wähnte. Im Oktober kam es schließlich im belgischen Seebad Ostende und danach in Aachen zu einem Arbeitstreffen der drei Gesandten. Als Resultat veröffentlichten sie das wahrscheinlich von Buchanan ausformulierte sogenannte Ostende-Manifest, in dem der Erwerb oder – falls Spanien dies ablehnen sollte – die gewaltsame Annexion Kubas skizziert wurde. Dieses Dokument gilt als eines, in dem sich der Expansionismus beziehungsweise Imperialismus der Manifest Destiny am deutlichsten zeigt. Von Madrid wurde der Verkauf für 100 Millionen US-Dollar (2025: ca. 3.330.000.000 US-Dollar) gefordert mit der Begründung, dass Kuba geographisch ein natürliches Anhängsel der Vereinigten Staaten sei, das sie zum Selbsterhalt benötigte und sich nötigenfalls mit militärischen Mitteln verschaffen müsste. Für Buchanan und die Südstaaten war außerdem die Sorge vor einem Sklavenaufstand in Kuba und seinem Ausgreifen in die Vereinigten Staaten ein entscheidendes Motiv. Zudem bot sich die Insel wegen ihrer prosperierenden Zuckerrohrplantagen als zukünftiger Sklavenstaat innerhalb der amerikanischen Union an. In der Heimat, die derweil durch den Kansas-Nebraska Act vom Mai 1854 und die damit verbundene Aufhebung des Missouri-Kompromisses eine Verschärfung des Nord-Süd-Konflikts und einen Niedergang der Demokraten in den Nordstaaten erlebte, verzeichnete das Ostende-Manifest ein geteiltes Echo und wurde von Präsident Pierce verworfen. Während es in den Südstaaten begrüßt wurde, betrachteten die Nordstaatler die Begeisterung, die es jenseits der Mason-Dixon-Linie auslöste, als weiteren Beleg für das aggressive Dominanzstreben der südlichen Sklavenhaltergesellschaften. In den Nordstaaten herrschte immer mehr die Wahrnehmung vor, dass eine Minorität in Form der Pflanzer ihre Normen und Werte der gesamten Nation aufzwang. Als Buchanan im Jahr 1855 zunehmend den Wunsch nach einer Rückkehr in die Heimat verspürte, bat ihn Pierce angesichts der Verlegung einer britischen Flotte in die Karibik, die Stellung in London zu halten. Als Gesandter konnte er letztendlich den britischen Einfluss in Honduras und Nicaragua zurückdrängen und das Königreich für die amerikanischen Interessen in dieser Region sensibilisieren.

### Primaries und Präsidentschaftswahl 1856
Weil Pierce keine zweite Amtszeit anstrebte, galt Buchanan als aussichtsreichster Bewerber für die demokratischen Primaries zur Präsidentschaftswahl 1856. Zwar kritisierten ihn einige Demokraten in den Nordstaaten für das Ostende-Manifest, aber insgesamt profitierte er von seiner Abwesenheit während der Debatten um den Kansas-Nebraska Act, dem er kritisch gegenüberstand. Noch in England machte er Wahlkampf, indem er einem katholischen Erzbischof gegenüber John Joseph Hughes lobte, der Erzbischof von New York war. Dieser setzte sich bei ranghohen Katholiken für Buchanan ein, sobald er davon gehört hatte. Als Buchanan Ende April 1856 in der Heimat eintraf, hatte ihn bereits der Parteitag Pennsylvanias einstimmig als demokratischen Präsidentschaftskandidaten vorgeschlagen. Kurz nachdem im Mai 1856 die Brooks-Sumner-Affäre, bei der der Kongressabgeordnete Preston Brooks den Senator Charles Sumner im Kapitol attackierte und schwer verletzte, und das Pottawatomie-Massaker von John Brown im Kansas-Territorium die angespannte Lage der Nation einmal mehr verdeutlicht hatten, tagte Anfang Juni die National Convention der Demokraten. Das dort verabschiedete Wahlprogramm liest sich wie von Buchanan geschrieben und enthielt als Forderungen die Begrenzung der Bundesgewalt, das energische Durchsetzen des Sklavenfluchtgesetzes, die Bekämpfung abolitionistischer Agitation und die strikte Durchsetzung der Monroe-Doktrin. In der Frage, inwieweit die Bevölkerung der Territorien selbst das Recht habe, die Sklaverei zu regeln, blieb es zweideutig.
Buchanans größte Konkurrenten auf dem Nominierungsparteitag waren Pierce, der doch erneut kandidierte, Douglas und Cass. Ihm kam zugute, dass seine Wahlkampfmanager die Organisation des Parteitags kontrollierten und sich die Senatoren John Slidell, Jesse D. Bright und Thomas F. Bayard für ihn starkmachten. Weder der Favorit der Nord- noch der Südstaaten war er für beide Seiten ein akzeptabler Kandidat, dem die Einigung der Partei zugetraut wurde. In der 18. Abstimmungsrunde erhielt Buchanan schließlich nach dem Rücktritt von Douglas die nötige Zweidrittelmehrheit. Da er aus Pennsylvania kam, wurde zur Wahrung des regionalen Proporzes mit John C. Breckinridge aus Kentucky ein Politiker aus den Südstaaten zu seinem Running Mate bestimmt. Bei der Präsidentschaftswahl traf Buchanan auf den ehemaligen Präsidenten Millard Fillmore von der antikatholisch-nativistischen Know-Nothing Party und John C. Frémont, der für die rasch anwachsende, die Sklaverei in den Territorien in Frage stellende neue Republikanischen Partei in das Rennen ging. Insbesondere der Gegensatz zwischen dem erfahrenen Buchanan und dem jugendlichen Entdecker und Offizier Frémont war groß. Gegnerische Karikaturisten griffen dieses Thema auf und zeichneten den demokratischen Kandidaten als pingeligen alten Mann in Frauenkleidern. Dass Buchanans Männlichkeit wegen seiner Ehelosigkeit in kräftigen Bildern und Worten infrage gestellt wurde, war schon zuvor immer wieder passiert.

Wahlergebnisse nach Bundesstaat

Buchanan nahm nicht selbst aktiv am Wahlkampf teil, da damals Werbung in eigener Sache für ein politisches Amt als unziemlich galt. Gegenüber einem Parteikomitee gelobte er, sich an das auf der National Convention beschlossene Wahlprogramm zu halten, obgleich er die dort postulierte Anwendung des Prinzips der Volkssouveränität auf die Territorien als eine potenzielle Gefahr für den inneren Frieden ablehnte. Seinen Wahlsieg sah er als einzigen Weg zur Rettung der amerikanischen Union. Neben den Südstaaten musste er dafür einige Nordstaaten gewinnen. Um Kalifornien zu gewinnen, rückte Buchanan vom Jacksonschen Leitprinzip der beschränkten Bundesmittel ab und setzte sich für den staatlich geförderten Bau einer transkontinentalen Eisenbahn ein. Am Ende gab es praktisch zwei Rennen um das Weiße Haus: eines in den Nordstaaten zwischen Buchanan und Frémont und das andere in den Südstaaten zwischen Buchanan und Fillmore. Die schon im September stattfindende Präsidentschaftswahl in Maine offenbarte die Stärke der Republikaner, während der demokratische Erfolg in Pennsylvania Buchanan bereits die Präsidentschaft sicherte. Der eigentliche Wahltag im November verzeichnete mit 79 % eine außergewöhnlich hohe Wahlbeteiligung. Buchanan, der einen Popular Vote von 45 % erreichte, gewann bis auf Maryland alle Sklavenstaaten, jedoch nur Pennsylvania und vier weitere Bundesstaaten im Norden, was den vorherrschenden regionalen Partikularismus innerhalb der Demokraten unterstrich. Die Republikaner dagegen obsiegten in elf der 16 freien Bundesstaaten. Von der Veranda von Wheatland aus hielt Buchanan seine Siegesrede, in der er in bekannt voreingenommener Manier den Wählern der Republikaner vorwarf, mit ihrer Stimme die Landsleute im Süden angegriffen und die amerikanische Union gefährdet zu haben.

### Präsidentschaft

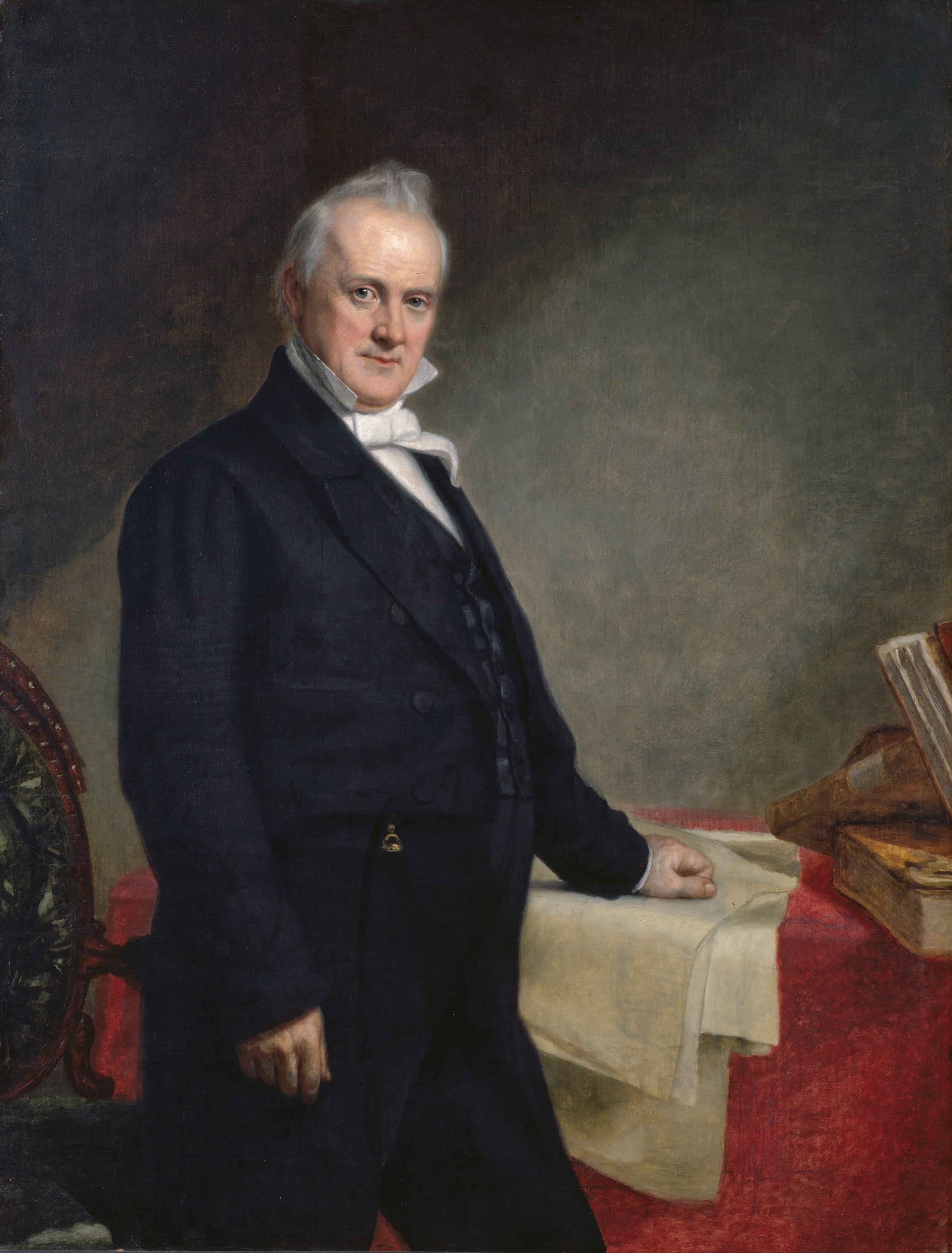
Buchanans offizielles Porträt im Weißen Haus (Ölporträt von George Peter Alexander Healy, 1859)

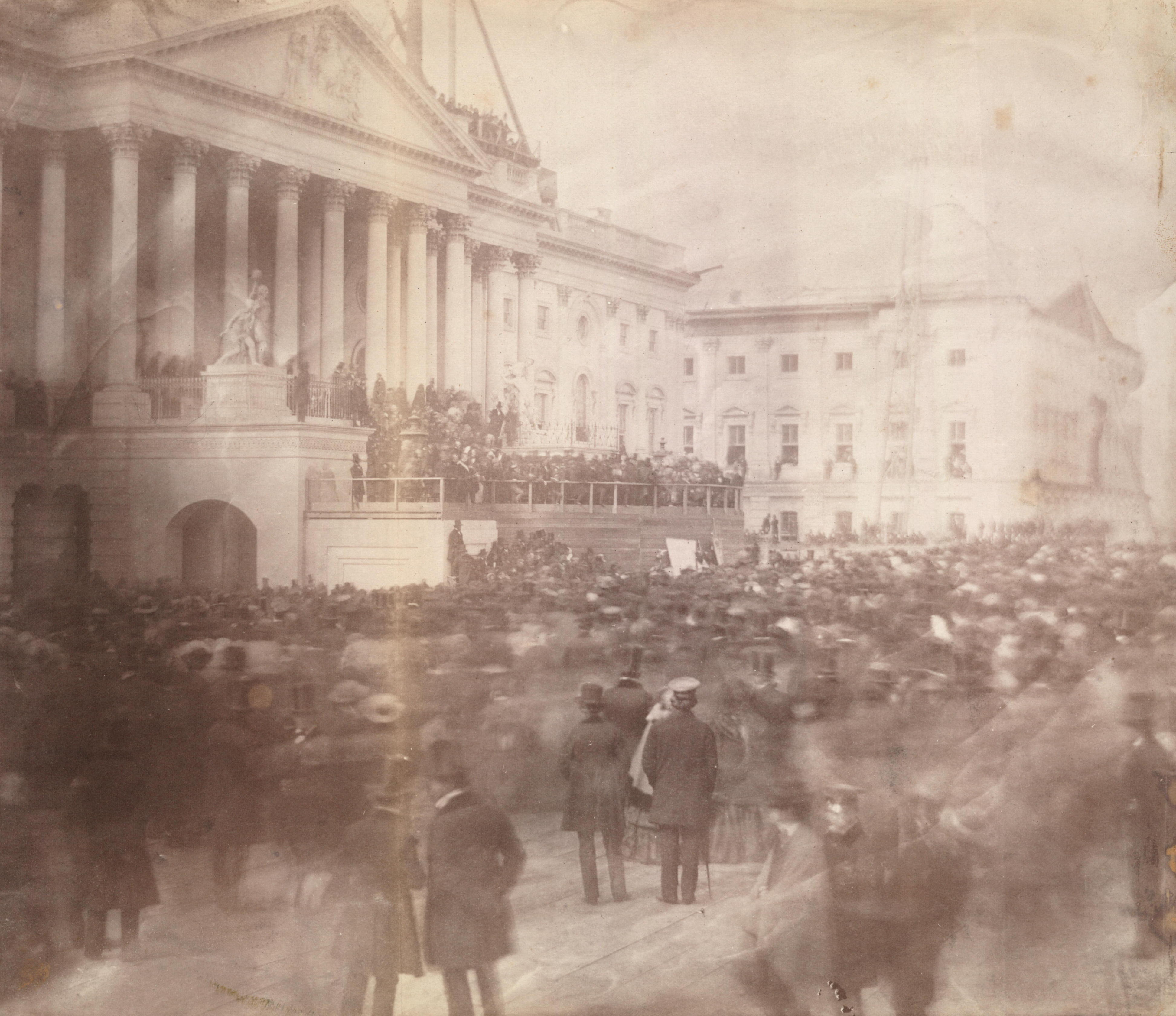
Feierlichkeiten vor dem noch unfertigen Kapitolsgebäude zur Amtseinführung Buchanans am 4. März 1857

Buchanan zog als der erfahrenste Politiker seit John Quincy Adams in das Weiße Haus. Beginnend mit James Monroe hatte er zu jedem seiner Amtsvorgänger mehr oder minder intensiven Kontakt gehabt. Zu dieser Zeit war das präsidiale Selbstverständnis weniger das eines initiativen Gestalters als das eines Verwalters. Buchanan bildete eine Ausnahme und orientierte sich an Jackson und Polk, die den Akzent auf die Exekutivgewalt des Präsidenten gelegt hatten. Ähnlich wie sein Vorbild George Washington oder der Römer Lucius Quinctius Cincinnatus verstand er sich als jemand, der nicht aktiv nach der Herrschaft gestrebt, sondern diese vom Volk, das für ihn die höchste Autorität bildete, zugetragen bekommen hatte. Ferner schrieb er sich das ruhige Temperament und die Entschlossenheit zu, die seiner Meinung nach ein guter Präsident brauchte. Dieses Selbstbild führte dazu, dass Buchanan die präsidiale Amtsgewalt sehr offensiv interpretierte, vor allem wenn es darum ging, den Südstaaten zu helfen. Zudem verteidigte er die präsidiale Vetomacht gegen die Whigs, die dieses Recht in Frage stellten, und beurteilte sie als wesentlich ungefährlicher im Falle eines despotischen Missbrauches als die Kontrolle des Weißen Hauses über Behörden und öffentliche Meinung sowie seine Befehls- und Kommandogewalt.
Bei seiner Amtseinführung am 4. März 1857 hatte Buchanan mit 67 Jahren ein für die damalige Zeit außergewöhnlich hohes Alter. Aus diesem Grund kündigte er an, keine Wiederwahl anzustreben. Vor dem Amtseid führte er ein kurzes Gespräch mit dem Vorsitzenden Bundesrichter Roger B. Taney, was später von Bedeutung wurde. Die lange Antrittsrede thematisierte die Sklavenfrage in den Territorien. Zur Lösung schlug Buchanan die Orientierung am Kansas-Nebraska Act vor, nach dem das Prinzip der Volkssouveränität, also die State Legislature und die von ihr verabschiedete Verfassung, entscheidend war, während der Kongress in dieser Frage kein Mitspracherecht habe. Bevor das Territorium dieses Stadium erreicht habe, sei es jedem Amerikaner freigestellt, sich mit seinen Sklaven in diesem Gebiet anzusiedeln. Während seiner Präsidentschaft griff er in dieser Frage immer klarer für die Südstaaten Partei und konstatierte, dass diese das Recht hätten, alle Territorien für die Sklaverei zu öffnen. Einige Wochen nach John Browns Überfall auf Harpers Ferry äußerte er sogar Verständnis für Bundesstaaten, die unter solchen Umständen mit der Sezession liebäugelten. In der Antrittsrede stellte er ferner fest, dass die legislative Frage der Volkssouveränität in den Territorien zu vernachlässigen sei, weil eine Entscheidung des Obersten Gerichtshofes dazu ausstand, womit er auf den Fall des Sklaven Dred Scott anspielte. Diese Äußerung Buchanans zur Entscheidungshoheit der Judikative bei der Sklavenfrage in den Territorien war von ihrer Implikation her zum einen revolutionär, weil in der amerikanischen Geschichte bis dahin Konsens war, dass der Kongress darüber zu bestimmen habe. Zum anderen war diese Argumentation einmalig, da kein Präsident vor oder nach ihm jemals freiwillig dem Supreme Court solche Macht eingeräumt hat. Außerdem widersprach sich Buchanan damit selbst, weil er in der Rede zeitgleich die Gültigkeit des vom Kongress beschlossenen Kansas-Nebraska Acts betonte.
Die Organisation der Gesellschaften und Empfänge im Weißen Haus überließ der Präsident Lane und seinem Neffen James Buchanan Henry. Nachdem der letzte Amtsträger wegen der Trauer um seinen kurz vor der Amtseinführung verstorbenen Sohn nur selten zu Veranstaltungen eingeladen hatte, hoffte die High Society der Hauptstadt nun auf eine Besserung der Lage. Lane und ihr Cousin richteten während der sitzungsfreien Zeit des Kongresses präsidiale Empfänge mit mehr informellen Charakter aus. In den Sitzungsperioden fanden im Weißen Haus Staatsdiners statt, zu denen nur Kongressangehörige, hohe Richter und Diplomaten geladen waren. Buchanan ging zur Erholung im Wesentlichen zwei Aktivitäten nach. Zum einen reiste er jährlich für zwei Wochen nach Bedford Springs zu den Thermalquellen des dortigen Resorts. Zum anderen ging er in Washington an den Nachmittagen regelmäßig spazieren.

#### Kabinettsauswahl und Spoilssystem

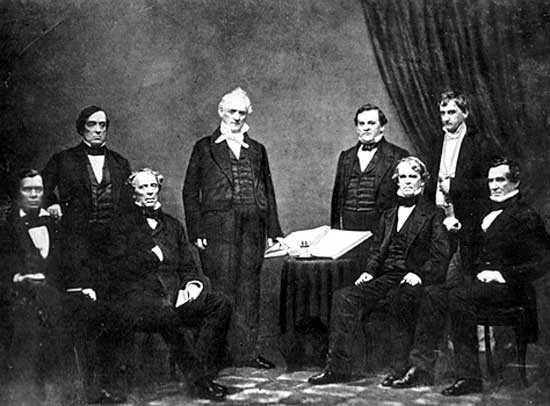
Das Kabinett Buchanan im Jahr 1859: (von links) Innenminister Jacob Thompson, Außenminister Cass, Kriegsminister John B. Floyd, Buchanan, Finanzminister Howell Cobb, Marineminister Isaac Toucey, Postminister Joseph Holt und Justizminister Jeremiah S. Black.

Einige Wochen vor der Amtseinführung begann Buchanan mit der Zusammenstellung des Kabinetts, das er vor allem in der Rolle eines beratenden Gremiums für seine Ideen sah. Als Junggeselle war ihm ein freundschaftliches Verhältnis zu den Ministern wichtig, mit denen er sich während der ersten beiden Jahre seiner Präsidentschaft werktäglich zu mehrstündigen Besprechungen traf. Laut Baker hat wahrscheinlich kein Präsident der amerikanischen Geschichte mehr Zeit mit seinem Kabinett verbracht als Buchanan. Die Zusammenstellung des Kabinetts musste zudem dem Proporz innerhalb der Partei und zwischen den Landesregionen gerecht werden. Buchanan arbeitete an dieser Aufgabe und seiner Antrittsrede zuerst in Wheatland, bis er im Januar 1857 in die Hauptstadt reiste. Dort zog er sich wie viele andere Gäste des National Hotels eine starke Dysenterie zu, von der er erst mehrere Monate später vollständig genas. Dutzende der Erkrankten starben, darunter Buchanans Neffe und Privatsekretär Eskridge Lane.
Letztendlich offenbarte sich Buchanans Kabinettsauswahl als ein einziges Desaster. Die vier Minister aus den Südstaaten waren sämtlich zu einer Zeit ihres Lebens im großen Stile Sklavenhalter gewesen, standen später loyal zu den Konföderierten Staaten von Amerika und dominierten bis zu ihrem Rückzug das Kabinett. Unter diesen galt Finanzminister Howell Cobb als das größte politische Talent im Kabinett und potenzieller Nachfolger von Buchanan. Die drei Ressortleiter aus den Nordstaaten waren wie Buchanan Doughfaces und Cass als einziger Minister aus der Region westlich der Appalachen stand als Secretary of State, dem traditionell hochrangigsten Kabinettsposten, vollkommen im Schatten des Präsidenten, der die Außenpolitik als sein Metier betrachtete. Zudem gilt sein Kabinett als eines der korruptesten der amerikanischen Geschichte. Dies traf vor allem auf Innenminister Jacob Thompson und Kriegsminister John B. Floyd zu, der zudem wie Cass ausgesprochen schlecht für sein Ressort geeignet war und sich nur selten vom höchsten Militär General Winfield Scott beraten ließ. Die Korruptionsskandale reichten über den Ehemann einer Nichte bis in Buchanans Familie. Wie von Buchanan, der sich als starker Präsident hervortun wollte, durch die Besetzung beabsichtigt, unterstützten die Minister alle seine Entscheidungen vorbehaltlos. Erst im letzten halben Jahr seiner Amtszeit regte sich im Kabinett Widerspruch gegen die Politik des Präsidenten. Zu seinem Vizepräsidenten hatte Buchanan von Anfang an ein gestörtes Verhältnis, als er diesen bei seinem Antrittsbesuch nicht empfing, sondern an seine Nichte und First Lady Lane verwies, was ihm Breckinridge als Demütigung nie verzieh. Den einflussreichen Douglas, der auf der National Convention im Vorjahr durch seinen Rücktritt die Nominierung Buchanans ermöglicht hatte, ließ er bei der Postenbesetzung außen vor. Auch Republikaner sowie Nordstaaten-Demokraten, die den Südstaaten kritisch gegenüber standen, fanden im Spoilssystem keinerlei Berücksichtigung. Alles in allem führte die Personalpolitik zu einer gefährlichen Selbstisolation Buchanans.
Nach der Amtseinführung beschäftigte sich Buchanan vorwiegend mit den Stellenbesetzungen im Rahmen des Spoilssystems. Unwillig exekutive Vollmachten zu delegieren und detailfixiert, arbeitete er sich am Personaltableau bis zu den unbedeutendsten Dienstposten hinabgehend ab. Auch Dokumente, die normalerweise von Sekretären durchgesehen und im Auftrag des Präsidenten abgezeichnet wurden, las er durch, bevor er sie unterschrieb. Entsprechend beschwerte er sich am Ende jeder Sitzungsperiode über die Säumigkeit des Kongresses, die ihm wegen der Fristsetzung zu wenig Zeit ließ, verabschiedete Gesetze vor der Unterschrift genau zu studieren. Weil der vorige Präsident Pierce Demokrat gewesen war, beließ Buchanan die effizienten und loyalen Funktionäre bis zum Ende ihrer Amtszeit im Dienst. Einige Stellen hielt er in Reserve vor, um mit ihrer Besetzung Unterstützung und Geldmittel einzuwerben. Insgesamt wollte Buchanan mit seiner Personalauswahl für den öffentlichen Dienst eine loyale Anhängerschaft gewinnen und Republikaner sowie die Fraktion um Douglas schwächen. Jedoch wich er von dieser Linie ab, als er relativ viele Nordstaatler, darunter einige mit Beziehungen zu Pierce, ohne erkennbaren Grund aus ihren Ämtern entfernte, während die Südstaatler fast alle ihre Dienstposten behielten. Dieses Personalmanagement entfremdete ihn einmal mehr von den Nordstaaten-Demokraten.

#### Einflussnahme auf den Obersten Gerichtshof im FallDred Scott versus Sandford

Entwicklung und Verteilung von sklavenhaltenden und freien Bundesstaaten und Territorien von 1789 bis 1861

Der Fall Dred Scott versus Sandford, auf den Buchanan in seiner Antrittsrede Bezug nahm, reichte in das Jahr 1846 zurück. Scott hatte in Missouri mit der Begründung seine Freilassung eingeklagt, dass er im Dienste für den Eigentümer in dem freien Bundesstaat Illinois und dem ebenfalls abolitionistischen Wisconsin-Territorium gelebt hatte. Nach unterschiedlichen Urteilen hatte der Fall auf dem Instanzenweg den Obersten Gerichtshof erreicht und bis 1856 landesweite Bekanntheit erlangt. Buchanan sah in dieser Angelegenheit die Möglichkeit, die Sklavenfrage ein für allemal zu klären und so die brüchige nationale Einheit wiederherzustellen. Als sich eine Entscheidung abzeichnete, korrespondierte er Anfang Februar 1857 mit dem befreundeten Richter John Catron und erkundigte sich nach dem Stand der Dinge. Dieser berichtete von einem geteilten Meinungsbild und ermutigte Buchanan dazu, Bundesrichter Robert Grier aus Pennsylvania zu einer Annäherung an seine Kollegen aus den Südstaaten zu bewegen, womit eine entscheidungsfähige Mehrheit entstand. Diese wollten mit dem Urteil über den konkreten Fall hinausgehen und eine allgemeine Regelung für die Sklaverei insgesamt herbeiführen. Entsprechend schrieb Buchanan an den befreundeten Grier, der kurze Zeit später zu den sechs die Majorität bei dem Urteil bildenden Richtern gehörte. Mit dieser Einflussnahme auf einen laufenden Prozess der Judikative verletzte er das Prinzip der Gewaltenteilung und untergrub seine Präsidentschaft von Anfang an, während sich seine Ankündigung in der Antrittsrede, jedes Urteil mit Freude aufzunehmen, im Nachhinein als unaufrichtig erwies.
Nur zwei Tage nach Buchanans Amtseinführung verkündete Taney die dem Präsidenten bereits bekannte Entscheidung. Demnach waren Sklaven für immer rechtloses Eigentum ihrer Besitzer und kein Afroamerikaner konnte jemals vollwertiger Bürger der Vereinigten Staaten sein, selbst wenn er in einem Bundesstaat volle Bürgerrechte hatte. Den Missouri-Kompromiss erklärte das Urteil die Territorien betreffend für verfassungswidrig. Als nach dem 5. Verfassungszusatz geschütztes Recht auf Eigentum konnte die Sklaverei in keinem Territorium verboten werden; dies war laut dem Urteilsspruch erst nach der Aufnahme als Bundesstaat in die amerikanische Union möglich. Die kurze Unterhaltung von Taney und Buchanan bei der Amtseinführung wurde in der Öffentlichkeit nun mit Argwohn betrachtet. Viele gingen davon aus, dass der Vorsitzende Bundesrichter den Präsidenten über das kommende Urteil informiert hatte, ohne von der viel tiefer gehenden Einmischung Buchanans in die Urteilsbildung zu ahnen. Republikanische Stimmen vermuteten jedoch bald mehr und sprachen von einer Verschwörung von Taney, Buchanan und anderen zur Ausbreitung der Sklaverei. Wie schon bei der Kabinettsbildung hatte er seine Vollmachten einseitig für die Interessen der Südstaaten eingesetzt. Als die Republikaner die Entscheidung des Obersten Gerichtshofs als ein Fehlurteil angriffen, gab Buchanan ihnen die Schuld für das bald darauf folgende Auseinanderbrechen der nationalen Einheit.

#### Wirtschaftskrise von 1857

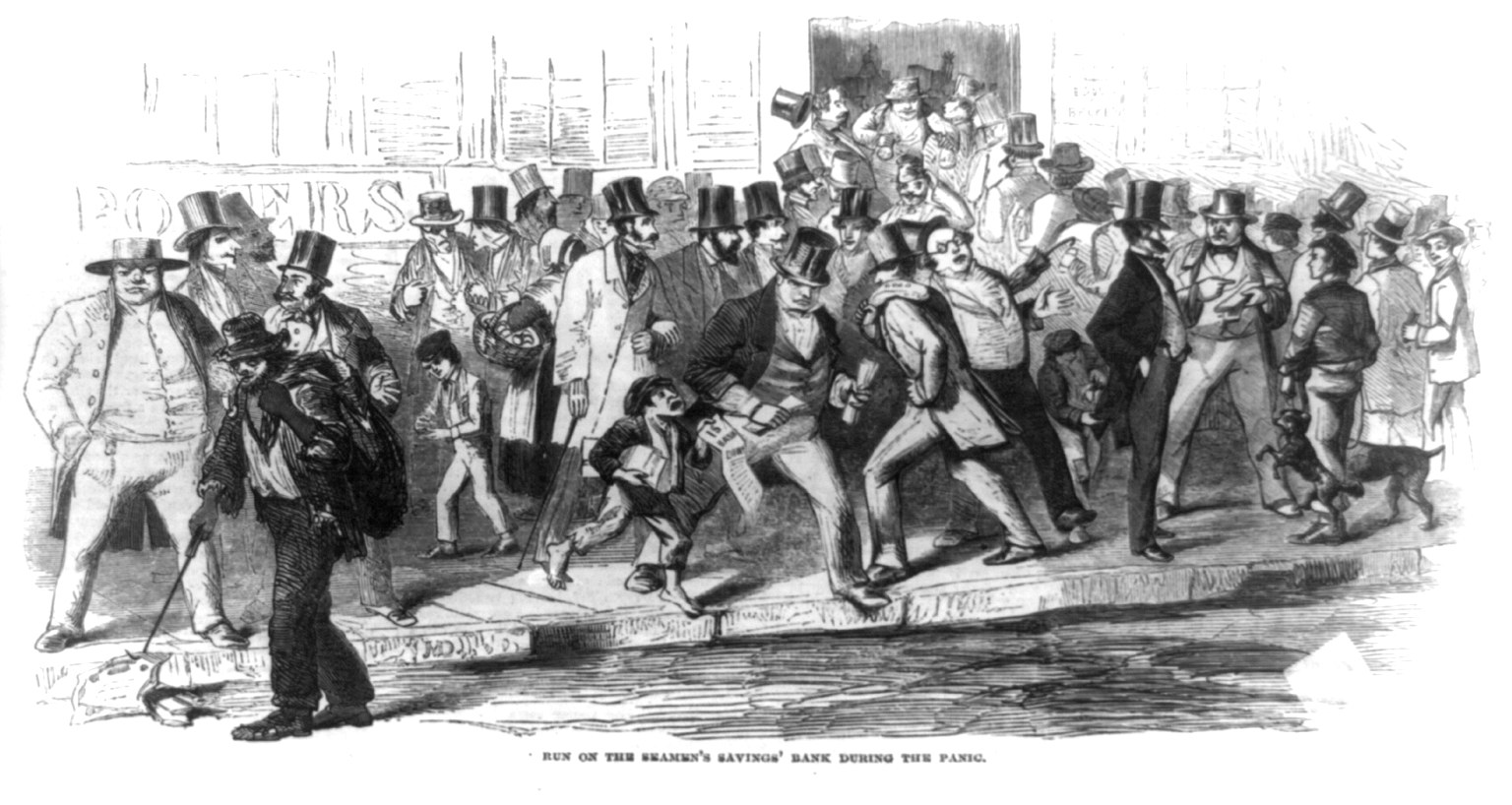
Eine Karikatur aus Harper’s Weekly von Oktober 1857 zeigt einen Bankansturm während der Wirtschaftskrise von 1857.

Die Wirtschaftskrise von 1857 war die erste von drei sich zeitlich überlappenden Krisen, die die ersten drei Jahre von Buchanans Präsidentschaft prägten. Sie nahm ihren Anfang im späten Frühling des gleichen Jahres, als die New Yorker Zweigstelle eines angesehenen Versicherungsunternehmens aus Ohio die Zahlungsunfähigkeit anzeigte. Die Krise verbreitete sich mit hoher Geschwindigkeit, so dass bis zum Herbst 1.400 Banken und 5.000 Unternehmen, darunter viele Eisenbahnen und Fabriken, in die Insolvenz gingen. Während in den Städten des Nordens Arbeitslosigkeit und Hunger für breite Schichten zum Alltag wurden, zeigte sich der agrarisch geprägte Süden resilienter gegen die Krise. Dort wurde die Gier und das Spekulationsfieber von Nordstaaten-Kapitalisten für die Krise verantwortlich gemacht; dieser Auffassung schloss sich Buchanan an. Dem damaligen politischen Verständnis zufolge überstieg die Bekämpfung einer solchen Rezession die Möglichkeiten eines Präsidenten, so dass allgemein vom Weißen Haus kein besonders großer Aktivismus erwartet wurde und es bei Laissez-faire-Maßnahmen blieb. Buchanan reagierte daher gemäß den Prinzipien der Jacksonian Democracy, die Zahlungen in Münzgeld und Gold vorsahen, die Ausgabe von Papiergeld durch Banken einschränkten und Bundesmittel für öffentliche Bauprojekte einfroren. Weil er sich weigerte, mit einem Konjunkturprogramm die Krise abzumildern, sorgte er in Teilen der Bevölkerung für Unmut. Außerdem richtete sich seine Wirtschaftspolitik gegen Banken und trat für Freihandel ein, womit er im Norden einmal mehr als Doughface in Verruf geriet. Obwohl er sich später für die Senkung der Staatsschulden lobte, wuchs unter seiner Präsidentschaft der Bundeshaushalt um 15 %.

#### Utah-Krieg

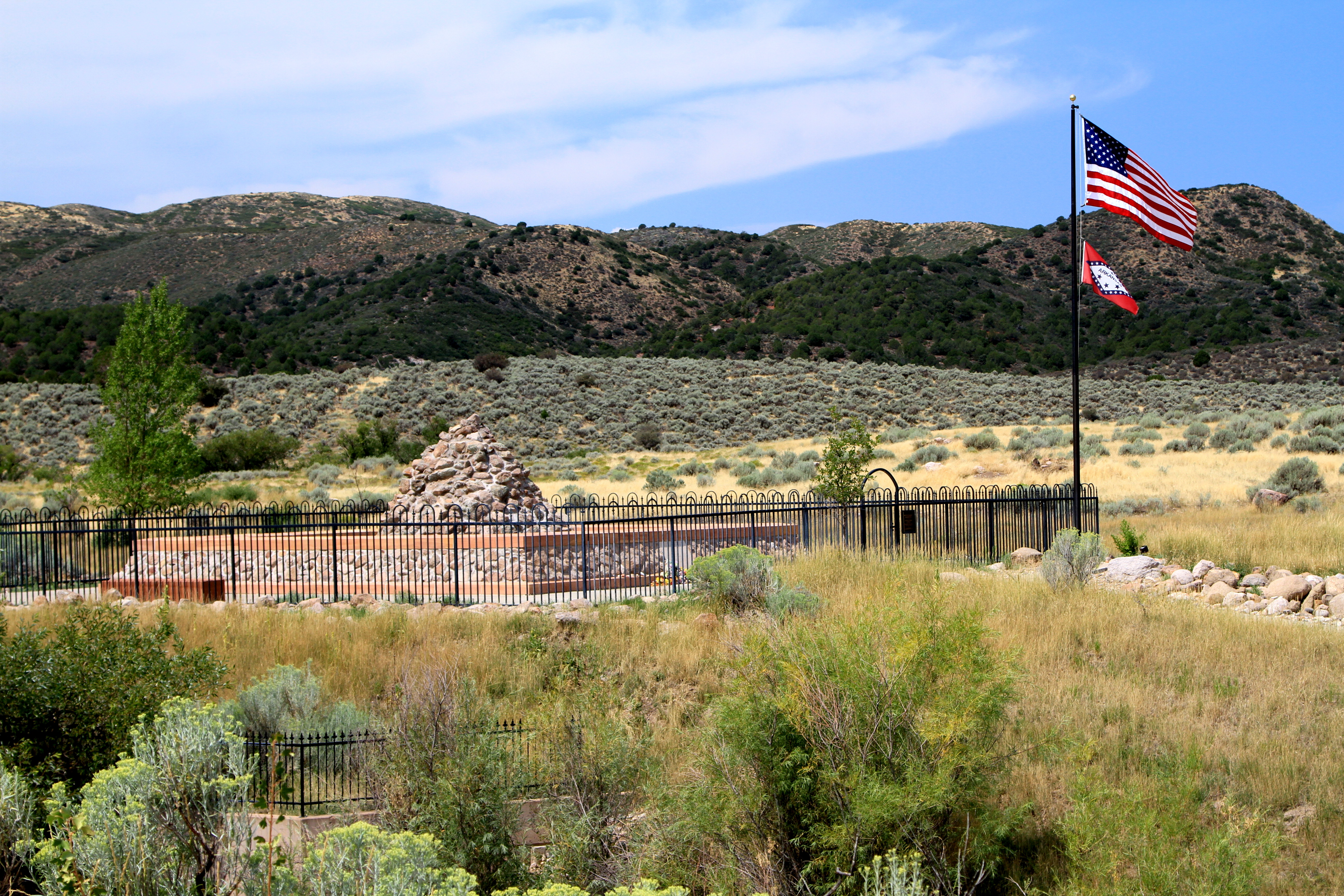
Gedenkstätte am Schauplatz des Mountain-Meadows-Massakers (2016)

Im Frühjahr 1857 entwickelte sich mit dem Utah-Krieg die zweite Krise seiner Präsidentschaft, auf die Buchanan unter voller Ausnutzung seiner Exekutivgewalt reagierte. Schon seit Jahren hatten der Mormonenführer Brigham Young und seine Anhänger die Autorität der im Utah-Territorium vertretenen Bundesvertreter herausgefordert. Sie sahen das Land als ihres an und fühlten sich in ihrem Glauben durch Repräsentanten einer säkularen Macht gestört. Young, der seit 1850 Gouverneur des Territoriums war, und seine Gefolgsleute schikanierten fortwährend Bundesbedienstete aber auch fremde Personen, die das Territorium lediglich durchquerten. Im September 1857 ereignete sich das Mountain-Meadows-Massaker, bei dem die Miliz Youngs einen Treck überfiel und 125 Siedler tötete. Buchanan fühlte sich zudem von Youngs Polygamie abgestoßen, die dieser als Gatte von 17 Frauen offensiv bewarb und die im Utah-Territorium trotz eines offiziellen Verbots verbreitet war. Der Präsident stufte das Eherecht als eine Bundesangelegenheit ein und sah in den Mormonen widerspenstige Sodomisten, die jeden bedrohten, der loyal zu der amerikanischen Gesetzgebung stand. Zudem bestanden Gerüchte, dass Young einen von Amerika unabhängigen, theokratisch geführten Mormonen-Staat errichten wollte. Als noch Berichte von Bundesbeamten eintrafen, die Utah als ein von Gewalt gegen Nichtmormonen geprägtes, außer Kontrolle geratenes Territorium skizzierten, autorisierte Buchanan Ende März 1857 eine Militärexpedition in das Utah-Territorium, um Young als Gouverneur abzulösen. Der Präsident informierte Young nicht über diesen Schritt, ein Fehler, der dem Mormonenführer dabei half, die herannahenden Streitkräfte als einen nicht autorisierten Umsturz darzustellen.
Die Truppe umfasste 2.500 Mann, unter ihnen der neue Gouverneur Alfred Cumming und sein Mitarbeiterstab, und wurde von General William S. Harney kommandiert. Dieser war für seine Unbeständigkeit und Brutalität bekannt, weshalb diese Personalentscheidung Buchanans den Widerstand der Mormonen um Young umso mehr anstachelte. Im August 1857 löste ihn aus organisatorischen Gründen Albert S. Johnston ab. Cumming, der von Buchanan erst berücksichtigt wurde, nachdem zehn andere Kandidaten das angebotene Gouverneursamt abgelehnt hatten, und Johnston zerstritten sich rasch. Die Expedition, die zum kostspieligsten Militäreinsatz zwischen dem Mexikanisch-Amerikanischen Krieg und dem Sezessionskrieg wurde und 1858 für ein bis dahin unerreichtes Haushaltsdefizit sorgte, erreichte die Region erst im Herbst, als die von den Mormonen-Milizen gedeckten Bergpässe zum Großen Salzsee bereits zugeschneit waren. Die United States Army überwinterte daher in einem Lager nahe Fort Bridger.
Nach über einem halben Jahr Pause nahm Buchanan erst in seiner State of the Union Address im Dezember 1857 wieder Stellung zu dem Konflikt und ließ die Frage offen, ob es sich in Utah um eine Rebellion handelte. Er beorderte Scott an die Pazifikküste, um von dort gegen das Salt Lake Valley vorzurücken. Der Präsident wollte damit einen Exodus der Mormonen nach Nord-Mexiko erreichen, um dadurch eine Begründung für die Annexion dieses Territoriums durch die Vereinigten Staaten zu haben. Der Kongress verweigerte der Entsendung Scotts aber die Zustimmung, ohne Buchanans eigentliches Ziel hinter dieser Aktion zu ahnen. Bis zum Frühjahr 1858, mittlerweile war ein Drittel der Armee für die Utah-Expedition abgestellt, konnte sein Freund Thomas L. Kane Buchanan davon überzeugen, dass er eine Verhandlungslösung mit den Mormonen, zu denen er in guter Beziehung stand, zu erreichen in der Lage sei. Der Präsident stattete ihn mit einer entsprechenden Vollmacht aus und entsandte ihn in das Utah-Territorium. Dort angekommen, handelte Kane eine friedliche Übereinkunft aus, die eine Ablösung von Gouverneur Young durch Cumming vorsah. Im Gegenzug erhielten die Mormonen Souveränität in religiösen Angelegenheiten. Als Ende Juni Johnston die Expeditionskräfte durch Salt Lake City führte, rechnete Buchanan sich diesen Ausgang als Erfolg an; er sorgte jedoch zwei Jahre später für Verwunderung, als er entgegengesetzt zum Fall des Utah-Territoriums im Konflikt mit den Südstaaten vor jeder Anwendung militärischer Gewalt zurückscheute. Eine der letzten Amtshandlungen Buchanans im März 1861 war die Verkleinerung des Utah-Territoriums zugunsten von Nevada, Colorado und Nebraska.

#### Konflikt im Kansas-Territorium

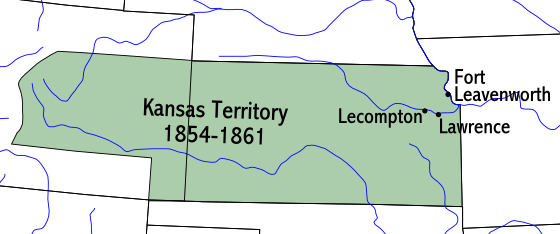
Kansas-Territorium (1854–1861)

##### Ausgangslage
Die dritte Krise der Präsidentschaft Buchanans bildete der Konflikt um die Sklavenfrage im Kansas-Territorium. Für die Südstaaten war dieser zukünftige Bundesstaat aufgrund seiner Lage zwischen Norden und Süden von zentraler Bedeutung für die Ausweitung der Sklaverei in den Westen und die Kontrolle über den Kongress. In der Gründungsphase des Territoriums hatten mit den Südstaaten sympathisierende Kräfte so aggressiv Land in Besitz genommen und die Sklaverei verbreitet, dass eine Gegenbewegung aus den Nordstaaten heraus erfolgt war. Bei der Wahl zur State Legislature im Jahr 1855 waren Abolitionisten mit Gewalt von der Abstimmung abgehalten worden, so dass das Parlament in Lecompton drastische Gesetze beschließen konnte, die unter anderem jede Kritik an der Sklaverei als Kapitalverbrechen einordneten. Daraufhin hatten die Sklavereigegner in Topeka im gleichen Jahr eine eigene Territorialverwaltung gegründet und die Sklaverei verboten, wobei sie eine wachsende Mehrheit in Kansas unterstützte. Im Jahr 1857 fanden auf Betreiben der Lecompton-Regierung Wahlen für einen Verfassungskonvent statt, der durch systematische Manipulationen eine klare Mehrheit für die Sklavereianhänger brachte. Bald brachen bürgerkriegsähnlichen Unruhen zwischen Gegnern und Befürwortern der Sklaverei aus, die bis in die Mitte von Buchanans Amtszeit anhielten und als Bleeding Kansas („Blutendes Kansas“) in die Geschichte eingingen. Einen Höhepunkt der Gewalt in Bleeding Kansas stellten im Mai 1856 die Zerstörung der abolitionistischen Hochburg Lawrence durch Milizen der Sklavereianhänger und das Pottawatomie-Massaker dar. Bei seinem Amtsantritt hoffte Buchanan noch, im Kansas-Konflikt Demokraten aus Nord- und Südstaaten hinter sich einen zu können.
Wenige Tage nach der Amtseinführung entließ Buchanan John White Geary, womit bereits der dritte Gouverneur des Kansas-Territoriums vorzeitig gescheitert war. Zu dieser Zeit befanden sich 1.500 Soldaten der United States Army im Territorium, um dort den Frieden zu sichern. Obgleich sich Präsident und Kongress die Autorität über die Territorien teilten, entschied das Weiße Haus durch die Ernennung der Gouverneure maßgeblich über den politischen Kurs des betreffenden Hoheitsgebietes. Buchanan unterstützte die Lecompton-Regierung, was er in seiner State of the Union Address im Dezember 1857 bekräftigte, und erkannte nur sie als offizielle Territorialverwaltung an. Er bestimmte seinen früheren Senats- und Kabinettskollegen Robert J. Walker zum Gouverneur. Der Präsident versprach ihm, dass er nur eine per Referendum bestätigte Verfassung Kansas’ anerkennen werde, was in solchen Fällen die übliche Prozedur war.

##### Verfassungsstreit

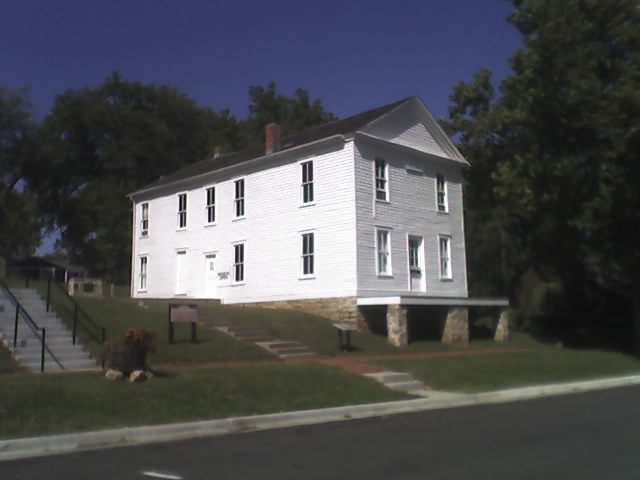
Die Lecompton Constitution Hall war der Versammlungsort der Lecompton-Regierung.

Im Sommer 1857 blickte Buchanan aufmerksam nach Georgia und Mississippi, wo politische Versammlungen mit der Sezession drohten, wenn Kansas nicht als Sklavenstaat in die amerikanische Union aufgenommen werde. Walker war mittlerweile zu der Auffassung gekommen, dass Kansas ein freier Staat werden sollte, auch weil die klimatischen Bedingungen dort die Sklaverei unwirtschaftlich machten, was in den Südstaaten Entrüstung auslöste, die sich auch gegen den Präsidenten richtete. Insgeheim teilte Buchanan diese geographische Einschätzung Walkers, aber wegen des Drucks der Südstaaten unterstützte er weiterhin die Lecompton-Regierung. Im August 1857 erklärte Buchanan die Entscheidung im Fall Dred Scott versus Sandford zur entscheidenden Richtschnur für die Territorien, wonach dort überall Sklaverei gesetzlich geschützt sei, wo sich ein Sklavenhalter niederlasse, und machte die Abolitionisten Topekas für Bleeding Kansas verantwortlich. Die Ergebnisse der Wahlen für das Parlament von Lecompton zwei Monate später waren in Teilen so offensichtlich gefälscht, dass Walker die Ergebnisse einiger Countys nicht anerkannte, womit die State Legislature eine abolitionistische Mehrheit bekam. Danach verlor Walker die Unterstützung durch Buchanan. Der antiabolitionistische Verfassungskonvent von Lecompton beschloss eine Verfassung, die Sklaverei als privates Eigentumsrecht gesetzlich schützte. Ob des ungewissen Ausgangs sahen die Abgeordneten von einem Referendum ab und schickten den Verfassungstext direkt an Buchanan und den Kongress, damit sie auf dieser Grundlage die Anerkennung von Kansas als Bundesstaat prüften.
Doch dieser Verzicht auf ein Referendum verletzte so offensichtlich das gewohnte Procedere, dass Buchanan sich darauf nicht einließ. Auf Druck aus Washington hin ordnete die Lecompton-Versammlung ein Plebiszit über den Passus zur Sklaverei an. Weil die bereits existierende Sklaverei im Territorium gesetzlich geschützt war, konnte das von Buchanan als Kompromisslösung geförderte Referendum lediglich einen Import weiterer Sklaven verhindern. Bei der State of the Union Address im Dezember 1857 beharrte der Präsident darauf, dass nach dem Kansas-Nebraska Act das Prinzip der Volkssouveränität nur in der Sklavereifrage ein Referendum vorschrieb. Als Walker den Präsidenten nicht davon überzeugen konnte, die fragwürdige Lecompton-Verfassung nicht länger zu unterstützen, trat er als Gouverneur zurück. Die Volksabstimmung Ende Dezember erbrachte eine klare antiabolitionistische Mehrheit, wobei die Bürger der Topeka-Regierung von der Wahl ausgeschlossen waren. Diese lehnten drei Wochen später in einem eigenen Referendum die Lecompton-Verfassung ab. Trotz dem Drängen vieler kritischer Nordstaaten-Demokraten hielt Buchanan an der Lecompton-Verfassung fest, was Anfang Dezember im Weißen Haus zu einem hitzigen Streit und in der Folge zum Bruch mit Douglas führte. Der Legende nach erinnerte der Präsident Douglas in diesem Gespräch an das Schicksal von zwei abtrünnigen Senatoren, die sich gegen Jackson gewandt hatten, woraufhin dieser entgegnete, dass Präsident Jackson tot sei.
Anfang Februar 1858 stellte er dem Kongress die Lecompton-Verfassung vor und verglich die Bürger Topekas mit den aufständischen Mormonen des Utah-Kriegs. Kontrafaktisch teilte er dem Kongress mit, er habe nie auf ein Referendum über den gesamten Verfassungstext als Bedingung für die Anerkennung von Kansas als Bundesstaat bestanden, sondern dabei nur die Sklavenfrage im Sinn gehabt. Außerdem wies er darauf hin, dass die Verfassung später durch die State Legislature geändert werden könnte, was jedoch erst nach sieben Jahren möglich war und von einer Minderheit blockiert werden konnte. Nach Verabschiedung der Lecompton-Verfassung im Senat arbeitete der Präsident mit Hochdruck daran, im Repräsentantenhaus, in dem weniger als ein Drittel der Abgeordneten aus Sklavenstaaten stammte, eine Mehrheit zu sichern. Die Angehörigen des Kabinetts Buchanan betrieben bei den Abgeordneten außergewöhnlich viel Lobbyismus mit Ämterpatronage und lukrativen Geschäftsangeboten als Lockmittel. Dies nahm derart intensive Ausmaße an, dass zwei Jahre später ein Kongressausschuss die Vorgänge untersuchte, ohne Beweismittel zu finden, die Buchanan selbst belasteten.
Trotz allen Bemühens des Weißen Hauses scheiterte die Lecompton-Verfassung im Repräsentantenhaus, wobei die Ablehnung durch die Nordstaaten-Demokraten um Douglas den Ausschlag gab, was der Präsident diesem nie verzieh. In der Folge entzog er alle Douglas-Anhänger seiner Patronage. Buchanan legte dem Kongress daraufhin einen Gesetzesvorschlag des Repräsentanten William Hayden English vor. Der English Bill gewährte Kansas bei einer Zustimmung zur Lecompton-Verfassung die sofortige Anerkennung als Bundesstaat; bei einer Ablehnung geschah die Aufnahme des Territoriums erst ab einer bestimmten Bevölkerungsgröße. Kurz nachdem der English Bill vom Kongress verabschiedet wurde, stimmten die Bürger Kansas’ im August 1858 mit eindeutiger Mehrheit gegen die Lecompton-Verfassung. Das Territorium erhielt somit eine abolitionistische Verfassung, die im Kongress von den Abgeordneten und Senatoren aus den Südstaaten erbittert bekämpft wurde, bis Kansas im Januar 1861 als Bundesstaat in die Vereinigten Staaten aufgenommen wurde. Buchanan verzeichnete den Ausgang des Verfassungskonflikts in seiner jährlichen State of the Union Address im Dezember 1858 als einen persönlichen Erfolg, ohne den Schaden zu beachten, den er seiner Partei durch sein Verhalten zugefügt hatte. Unverhältnismäßig lang ging Buchanan in dieser Rede zur Lage der Nation auf die Außenpolitik ein, der er sich nun nach den vermeintlich gelösten innenpolitischen Krisen widmen wollte.
Die Sklavenfrage blieb jedoch, wie schon seit einer Generation der Fall, das zentrale politische Thema. Der Verfassungsstreit von Kansas bildete einen Wendepunkt in der Geschichte der Demokraten. Mit der an keiner Stelle deutlicher hervortretenden Parteinahme für den Süden in Bleeding Kansas hatte Buchanan die eigene Partei gespalten sowie den Nord-Süd-Konflikt erheblich verschärft. Dadurch befeuerte er Befürchtungen im Norden, dass demnächst eine Pflanzer-Oligarchie das gesamte Land kontrollierte und die Sklaverei zu einer nationalen Institution machte. Abraham Lincoln warf Buchanan in den Lincoln-Douglas-Debatten und in der House-Divided-Rede des Jahres 1858 eine gemeinsame Verschwörung mit Taney, Douglas und Pierce zu diesem Zweck vor, wobei er die Umstände des Dred Scott versus Sandford-Urteils als besonders belastendes Moment anführte. Bei den Kongresswahlen im Herbst 1858 erlitten die Demokraten in den Nordstaaten schwere Verluste, insbesondere in Pennsylvania. Dennoch zeigte der Präsident keine Bereitschaft, seine Begünstigung der Südstaaten zu mäßigen, sondern erwartete, dass der Norden den Sklavenstaaten Konzessionen machte.

#### Außenpolitik
Nach dem Verfassungskonflikt von Kansas konzentrierte sich Buchanan auf die Südamerikapolitik. Er agierte als sein eigener Außenminister, da Cass möglicherweise altersbedingt von seinem Amt überfordert war. Buchanan strebte eine Wiederbelebung der Manifest Destiny, die nach dem enormen territorialen Zugewinn unter Präsident Polk an Schwung verloren hatte, und das Durchsetzen der Monroe-Doktrin an, die in den 1850er Jahren von spanischer, französischer und vor allem britischer Seite aus Angriffen ausgesetzt war. Um dem europäischen Imperialismus in der westlichen Hemisphäre entgegenzutreten, wollte er den Clayton-Bulwer-Vertrag revidieren. Typischerweise priorisierte er auch außenpolitisch die Interessen der Südstaaten. So sprach er sich für eine Expansion nach Mexiko und Zentralamerika aus, wobei er für ein Protektorat über die Provinzen Chihuahua und Sonora zur Sicherung amerikanischer Staatsbürger und Investments eintrat. Als sich dort mit der Machtergreifung General Miguel Miramóns die Lage destabilisierte, befürchtete Buchanan zudem eine Intervention durch Spanien oder Napoleon III. Weiterhin verfolgte er von Beginn seiner Präsidentschaft an den Aufkauf Kubas, den er mit dem Louisiana Purchase verglich. Er hoffte mit einer Annexion die gespaltene Partei wieder einen und den Einfluss ausländischer Mächte auf der Insel unterbinden zu können. Wie bei der State of the Union Address im Jahr zuvor legte Buchanan zu diesem Anlass im Dezember 1859 den Fokus auf die Außenpolitik. Er konstatierte, dass Mexiko den Vereinigten Staaten noch Schadensersatz und Sicherheitszusagen schuldig sei. Daher bat er den Kongress um die Genehmigung von amerikanischen Militärstützpunkten auf mexikanischem Territorium unmittelbar südlich des New-Mexico-Territoriums.
Den Einwand, dass nur der Kongress das Recht zur Kriegserklärung habe, ließ er im Falle Mexikos nicht gelten, da es durch seine Instabilität die Sicherheit der Vereinigten Staaten bedrohe und der nachbarschaftlichen Hilfe bedürfe. Am Ende verhinderten Republikaner und Abgeordnete von dritten Parteien im 35. Kongress der Vereinigten Staaten fast alle Gesetzesinitiativen Buchanans zu Süd- und Mittelamerika. Selbst einige Südstaatler stimmten gegen den Präsidenten, weil sie eine mächtige, imperialistische Wege beschreitende Bundesregierung fürchteten. Unbeirrt folgte Buchanan seiner aggressiven Linie und forderte selbst mitten in der Sezessionskrise in der letzten State of the Union Address vergeblich Bundesmittel für den Aufkauf Kubas und eine Militärintervention in Mexiko. Dennoch ging er nicht so weit wie einige Demokraten in den Südstaaten, die Filibuster unterstützten, und verurteilte die Aktionen von William Walker, der sich in Nicaragua zum Präsidenten erhoben hatte, als illegal. Generell war Nicaragua für Buchanan anders als Mexiko und Kuba nie ein Ziel seiner expansionistischen Pläne, sondern es ging ihm hier nur um strategische und wirtschaftliche Einflussnahme in der Region. Dazu und als Zeichen gegen weitere Filibuster wurden unter seiner Regierung Verträge mit Costa Rica, Honduras und Nicaragua ausgehandelt.
In den Beziehungen zum Vereinigten Königreich kam es während Buchanans Präsidentschaft über Südamerika hinausgehend zu Spannungen. So entsandte Buchanan Streitkräfte unter Führung von General Scott in den Nordwesten der Vereinigten Staaten, als in der Juan-de-Fuca-Straße der sogenannte Schweinekonflikt entbrannte, um den überreagierenden Bezirkskommandeur General William S. Harney abzulösen, was die Situation rasch beruhigte. Weitere Spannungen ergaben sich wegen des maritimen Sklavenhandels. Zwar lehnte Buchanan diesen ab und es existierte mit dem Webster-Ashburton-Treaty seit 1842 ein Abkommen zwischen Washington und London zu dessen Verbot. Amerika zeigte jedoch weniger Willen, den Sklavenhandel zu unterbinden als die Briten, wenngleich der Präsident auf diesem Feld mehr Initiative zeigte als seine Vorgänger und durch eine Stärkung der Marine sowie größerer Kooperation mit der Royal Navy die Zahl der konfiszierten Sklavenschiffe deutlich erhöhte. Trotzdem segelten weiterhin viele Sklavenhändler unter amerikanischer Flagge, wovon einige von der britischen Marine in der Karibik gestoppt und durchsucht wurden. Buchanan erachtete dies eingedenk der Gründe für den Krieg von 1812 gegen Großbritannien als eine Missachtung der amerikanischen Souveränität. Nach einigen scharfen Protesten und der Mobilmachung der amerikanischen Marine zog London seine Flotte aus dieser Region ab.
Gegenüber Paraguay reagierte Buchanan auf einen geringfügigen Vorfall mit einer Militärintervention. Als dort ein amerikanisches Schiff auf dem Río Paraná beschossen worden war und vor Ort lebende Amerikaner Eigentumsrechte gegenüber Asunción geltend gemacht hatten, beorderte der Präsident 2.500 Marinesoldaten samt 19 Kriegsschiffen dorthin. Diese kostenintensive Expedition benötigte Monate, bevor sie Asunción erreichte, wo sie mit Erfolg Konzessionen an die Vereinigten Staaten einforderten. Möglicherweise diente diese Unternehmung außerdem dazu, der Welt die eigene Seemacht zu demonstrieren.
Ein bislang kaum beachtetes Ziel von Buchanans Expansionismus war Russisch-Amerika. Der Walfang in den dortigen Gewässern hatte für die Vereinigten Staaten bereits eine hohe wirtschaftliche Bedeutung erlangt. Als in den 1850er Jahren in der russischen Außenpolitik liberalere Stimmen an Gewicht gewannen, rückte ein Verkauf dieses Territoriums in den Bereich des Möglichen. Buchanan befeuerte dies, indem er im Dezember 1857 gegenüber dem russischen Botschafter Eduard von Stoeckl das Gerücht streute, dass ein Großteil der Mormonen nach Russisch-Alaska auszuwandern beabsichtigten. Im Winter 1859/60 folgte schließlich ein erstes Kaufangebot von 5 Mio. US-Dollar (2025: ca. 168.000.000 US-Dollar). Stoeckl bestand auf die Eröffnung von formellen Verhandlungen und setzte sich in St. Petersburg für die Annahme der Offerte ein. Letztendlich scheiterte das Vorhaben zwar an den Vorbehalten des Außenministers Alexander Michailowitsch Gortschakow, aber die Gespräche bildeten die Grundlage für die späteren Unterhandlungen zum Kauf Alaskas.
Buchanan bemühte sich um Handelsabkommen mit dem chinesischen Kaiserreich und Japan. In China erreichte sein Gesandter William Bradford Reed im Juni 1858, dass die Vereinigten Staaten als Vertragspartei in den Vertrag von Tianjin aufgenommen wurden. Im Mai 1860 empfing Buchanan eine aus mehreren Prinzen bestehende japanische Delegation, die den von Townsend Harris ausgehandelten Harris-Vertrag zur gegenseitigen Ratifizierung mit sich führte.

#### Untersuchungsausschuss gegen Buchanan
Bereits seit den Kongresswahlen 1858 waren die Republikaner, die der Präsident als eine Gruppe von Abolitionisten und Fanatikern verachtete, stärkste Partei im Lande und hatten die Mehrheit im Repräsentantenhaus. Das letzte Amtsjahr Buchanans bescherte ihm noch weitere politische Demütigungen. Der von den Republikanern eingesetzte und von John Covode geleitete Kongressausschuss über die Bestechungen zur Durchsetzung der Lecompton-Verfassung erweiterte zügig seinen Fokus und nahm das Patronagesystem der Buchanan-Administration insgesamt in den Blick. Obwohl Ämterpatronage und das Spoilssystem zu dieser Zeit allgemeiner Usus waren, hatte der Präsident selbst in den Augen einiger Demokraten den akzeptablen Rahmen von Klientelismus überschritten. Buchanan verwarf den Kongressausschuss als ein Inquisitionsverfahren und äußerte sich beleidigend über die ihn belastenden Zeugen. Unter diesen befanden sich einige enge politische Weggefährten, was den Ruf des Präsidenten noch weiter schädigte. Obwohl der Untersuchungsausschuss aufgrund der republikanischen Mehrheit unter seinen Mitgliedern parteiisch agierte, konnte er überzeugende Indizien dafür generieren, dass Buchanan im Frühling 1858 über Mittelsmänner Kongressangehörige in seinem Sinne zu bestechen versucht hatte. Anderen Abgeordneten wurde angedroht, ihre Verwandten verlören ihre Dienstposten, sollten sie nicht für die Lecompton-Verfassung stimmen. Des Weiteren sagten Zeugen aus, dass die Bundesregierung öffentliche Mittel verwendet hatte, um die innerparteiliche Fraktion der Douglas-Gegner in dessen Heimatstaat Illinois zu stärken.
Buchanan sprach dem Kongress als Legislativorgan mit Ausnahme eines Amtsenthebungsverfahrens verfassungsrechtlich jegliche Autorität über die präsidiale Exekutivgewalt ab. Am Ende frohlockte er darüber, dass aus dem Kongressausschuss kein Strafverfahren gegen ihn resultierte, während sich die Öffentlichkeit schockiert über das breite Ausmaß der Bestechung zeigte, die alle Ebenen und Behörden der Regierung betraf und im Juni 1860 als Untersuchungsbericht der Öffentlichkeit bekannt wurde. Baker führt zwei Gründe an, wieso Buchanan trotz seiner großen politischen Erfahrung diese Missstände im Kabinett duldete: Zum einen habe sein streitbarer Aktivismus ihn im Konflikt um die Lecompton-Verfassung jede Zurückhaltung vergessen lassen, weil er das ehrgeizige Ziel gehabt hatte, die Sklavenfrage in den Territorien endgültig zu klären. Zum anderen habe er sich als Beschützer der Interessen der Südstaaten verstanden und seine Minister und Wähler aus dieser Region nicht verprellen wollen. Buchanans Vorstellung einer geeinten, von den Interessen der Pflanzer dominierten Nation aus freien Weißen und versklavten Afroamerikanern in allen Territorien sowie gemäß dem Dred Scott versus Sandford-Urteil in freien Bundesstaaten erwies sich als nicht länger haltbar.

#### Präsidentschaftswahl 1860
Buchanans Verhältnis zum Kongress verschlechterte sich noch weiter, als er gegen mehrere Bestandteile des Homestead Acts Veto einlegte, da es unfair gegenüber früheren Siedlern sei, jetzigen Pionieren nach fünf Jahren Bewirtschaftung freies Land von bis zu 64 Hektar zu gewähren. Schon zuvor hatte er ein Gesetz blockiert, mit dem durch Landschenkungen die Bildung landwirtschaftlicher Hochschulen gefördert werden sollte. In beiden Fällen unterstützte er mit seinem Veto eine Minderheit von Kongressabgeordneten aus den Südstaaten. Mit Näherrücken des Wahltages der Präsidentschaftswahl 1860 erlitt Buchanans Ansehen weiteren Schaden, weil die Republikaner im Rahmen ihrer Wahlkampagne Kopien des Berichtes des Covode-Ausschusses verteilten und die Korruption seiner Regierung in das Zentrum ihres Wahlkampfes rückten. Im Westen und Nordwesten der Vereinigten Staaten, wo der Homestead Act sehr populär war, verurteilten sogar viele Demokraten die Politik des Präsidenten, während viele Amerikaner, die Bildung als ein wichtiges Gut erachteten, Buchanan sein Veto gegen die landwirtschaftlichen Hochschulen verübelten.
Auf der Democratic National Convention 1860 in Charleston spaltete sich die Partei über die Sklavenfrage in den Territorien, worunter das Ansehen des Präsidenten als Hauptverantwortlichem für diese Misere litt. Durch die erforderliche Zweidrittelmehrheit konnten die Südstaaten jeden unliebsamen Kandidaten blockieren. Am Ende nominierten die Nordstaaten mit Douglas und die Südstaaten mit Breckinridge jeweils einen eigenen Präsidentschaftskandidaten. Weil Buchanan in der eigenen Partei kein Gehör mehr fand, unternahm er keinen Lösungsversuch, sondern unterstützte Breckinridge, der einen bundesgesetzlichen Schutz der Sklaverei in den Territorien forderte. Die Nordstaaten-Demokraten rief er dementsprechend auf, vom Prinzip der Volkssouveränität in den Territorien zugunsten der Sklavenhalter aus dem Süden Abstand zu nehmen.
Im November 1860 gewann Lincoln die Wahl gegen die beiden demokratischen Kandidaten sowie John Bell von der Constitutional Union Party, womit auf Bundesebene eine mehr als zwanzigjährige Dominanz der Republikaner begann. Erst 1884 wurde mit Grover Cleveland wieder ein Demokrat in das Weiße Haus gewählt. Lincoln verdankte seinen Sieg der höheren Bevölkerungsdichte in den Nordstaaten, die mehr Wahlmänner stellten als die Südstaaten und fast alle an ihn gingen. Entgegen der Einschätzung der meisten Historiker, die diesen demographischen Faktor als wahlentscheidend bewerten, sieht Baker vor allem die Spaltung der Demokraten als wichtige Voraussetzung für Lincolns Sieg.

#### Sezessionskrise

Austritt der Sezessionsstaaten (grün) aus der amerikanischen Union (rosa) und Bildung der Konföderierten Staaten von Amerika (grau) im zeitlichen Verlauf.

Selbst nach der Wahl Lincolns war das Auseinanderfallen der Union nicht unvermeidlich, obwohl Buchanans Freunde aus den Südstaaten ihm in einem solchen Fall damit gedroht hatten. In den sechs Bundesstaaten des Lower South, die im Februar 1861 die Konföderierten Staaten von Amerika bildeten, wurden jedoch durch die Appeasement-Politik des amtierenden Präsidenten deren Abspaltungsbestrebungen befördert. Tatsächlich hatten die Republikaner bei den Wahlen zum 37. Kongress der Vereinigten Staaten Sitze verloren und kontrollierten weder Senat noch Repräsentantenhaus, sollten die Abgeordneten aus den Südstaaten ihre Mandate wahrnehmen. Dennoch entwickelte sich nach der Wahl Lincolns rasch die Sezessionskrise, wobei South Carolina eine Vorreiterrolle einnahm. Diese wurde für Buchanan zur qualvollsten Zeit seiner politischen Karriere. Außer dem Sieg des republikanischen Präsidentschaftskandidaten bildeten die seit der Nullifikationskrise 1832/33 bestehenden südstaatlichen Unabhängigkeitsbestrebungen, der die Vormacht der Pflanzerklasse infrage stellende politische Wandel in den Einzelstaaten, der Antagonismus zu den Nordstaaten sowie der ausgeprägte Stolz vieler Südstaatler auf ihre als bedroht wahrgenommene Lebensform weitere Gründe für die folgenden Sezessionen dar.
Bereits im Herbst hatten radikale Stimmen angekündigt, dass jeder Versuch, ihre Sezession aufzuhalten, zu einem Bürgerkrieg führen werde. Angesichts dieser beunruhigenden Lage hatte General Scott dem Präsidenten Anfang Oktober 1860 vergeblich zu einer Verstärkung der Bundesforts im Süden geraten. Vor allem diese Inaktivität zeichnete das Agieren Buchanans während der Sezessionskrise aus und spiegelt laut Baker seine anhaltende Voreingenommenheit für die Südstaaten wider. So äußerte er nach der Wahl Lincolns gegenüber dem Kongress, dass der zunehmende Abolitionismus der Nordstaaten die Gefahr für Sklavenaufstände im Süden erhöhte und die Pflanzerfamilien verunsicherte. Dies war die gleiche Rhetorik, die auf den Versammlungen der Sezessionsstaaten zu hören war. Die Südstaaten profitierten davon, dass sie sich dank Buchanan ungehindert aus der Union lösen und die Konföderation samt ihrer Armee und Marine aufbauen konnten. Als erstes erklärte South Carolina am 20. Dezember 1860 den Austritt aus den Vereinigten Staaten. Bis Anfang Februar 1861 folgten Georgia, Florida, Alabama, Louisiana, Mississippi und Texas diesem Beispiel. Trotzdem gab es in jedem dieser Staaten eine bedeutende Opposition gegen die Sezession, dennoch unternahm Buchanan keine Anstalten, diese Kräfte politisch zu instrumentalisieren, um South Carolina zu isolieren und weitere Sezessionen zu verhindern.
In seiner State of the Union Address Anfang Dezember 1860 stellte Buchanan einerseits klar, dass die Einzelstaaten gemäß der Verfassung kein Recht zur Sezession hätten, auch wenn diese durch aggressive abolitionistische Agitation der Nordstaaten provoziert worden sei. Dies sei aber kein Umstand, der nicht durch zukünftige demokratische Wahlsiege wieder abgestellt werden könnte. Daraufhin strömten Kongressabgeordnete aus den Südstaaten in das Weiße Haus, um sich gegen Buchanans Aussage zur Unrechtmäßigkeit der Sezession auszusprechen, unter ihnen Jefferson Davis, während mit Cobb der von ihm am meisten geschätzte Minister aus Protest von seinem Amt zurücktrat. Andererseits vertrat der Präsident die Auffassung, dass weder er noch der Kongress die Vollmacht hätten, die Sezession mit Gewalt zu verhindern. Diese enge Auslegung der Exekutivgewalt des Weißen Hauses stand in Gegensatz zu Buchanans früherer, viel weiter gefassten Interpretation zur Autorität des Präsidenten und zum Amtsverständnis von Vorgängern wie Washington, der 1794 als Truppenführer selbst gegen die Whiskey-Rebellion zu Felde zog, oder Jacksons Agitation gegen South Carolina während der Nullifikationskrise. Buchanan machte unter anderem geltend, dass er erst auf das konkrete Ersuchen um Amtshilfe durch einen Offiziellen vor Ort aktiv werden könnte. Dies blieb aus, weil mit der Sezession alle dortigen Bundesbediensteten von ihren Ämtern zurücktraten und dem Sezessionsstaat ihre Loyalität erklärten. Somit führte dieser „Legalismus“ Buchanans dazu, dass das Weiße Haus nichts gegen die um sich greifende Sezession unternahm, obwohl New York bereits Streitkräfte zur Unterstützung angeboten hatte. Der Republikaner William H. Seward fasste Buchanans Haltung so zusammen: Kein Staat habe das Recht auf Sezession, bis er sie wünsche, und die Bundesregierung müsse die Union zusammenhalten, außer jemand opponiere dagegen.
Während des kritischen Monats Dezember 1860 verwendete Buchanan viel Zeit auf lange Kabinettssitzungen. Erschöpfung und Anspannung forderten ihren Tribut, so dass er gegebene Instruktionen sowie empfangene Nachrichten vergaß und an manchen Tagen seine Minister im Bett liegend empfing. Hatte er bis dahin die Kabinettsmitglieder zumeist von oben herab behandelt, nahm er sie nun als Berater ernst. Als Mississippi Buchanans Innenminister Thompson zum Unterhändler bestimmte, um mit North Carolina über die Sezession zu diskutieren, genehmigte er die Fahrt nach Raleigh als Dienstreise. Als im Dezember bekannt wurde, dass der ohnehin als inkompetent geltende Kriegsminister Floyd öffentliche Gelder veruntreut hatte und in diesem Zusammenhang ein Verwandter seiner Gattin verhaftet wurde, entließ ihn Buchanan nicht. Zum einen fürchtete er um die öffentliche Meinung in Virginia, dem Heimatstaat Floyds, zum anderen betrachtete er das Kabinett als seine Familie, die ihn zur Loyalität verpflichtete. Zwar bat der Präsident den Kriegsminister um seinen Rücktritt, aber dieser ließ sich Zeit damit, nahm weiterhin an den Kabinettsitzungen teil und nutzte seine Position, um die Südstaaten mit Handfeuerwaffen und Munition zu versorgen. Buchanan verteidigte dies später in seiner Autobiographie damit, dass diese Bundesstaaten bei der Rüstungslieferung noch nicht ihren Austritt aus der Union erklärt hatten. Erst in den letzten Dezembertagen gab Floyd sein Amt ab, wobei er Buchanans Opposition gegen die Sezession als Begründung angab.
Selbst als sich im Winter 1860 die Bildung der Konföderation durch die abtrünnigen Bundesstaaten immer deutlicher abzeichnete, umgab sich der Präsident weiterhin mit Südstaatlern und ignorierte die Republikaner. Auch als die Dominanz der Südstaaten-Minister im Kabinett durch die Rücktritte von Cobb und Floyd beendet wurde, bestand Buchanans engster Beraterkreis überwiegend aus Personen aus dem Deep South und umfasste Davis, Robert Augustus Toombs, John Slidell und den stellvertretenden Außenminister William Henry Trescot, der ein Agent für die Sezessionsstaaten war. Buchanans Freundin Rose O’Neal Greenhow nutzte die Nähe zum Präsidenten und spionierte für die Konföderation, die bereits vor ihrer Entstehung ein ausgefeiltes Netzwerk zur Informationsgewinnung beim späteren Gegner etabliert hatte. Buchanan sah nicht sich, sondern den Kongress dafür in der Verantwortung, eine Lösung für die Sezessionskrise zu finden. Buchanan selbst schwebte als Kompromiss ganz im Sinne der Südstaaten die Verabschiedung von Zusatzartikeln zur Verfassung der Vereinigten Staaten vor, die das Recht auf Sklaverei in den Südstaaten und in den Territorien garantierten sowie das Recht der Sklavenhalter stärkten, in den Nordstaaten entflohene Sklaven als Eigentum zurückzufordern. In den Nordstaaten wurde nicht nur von Republikanern Buchanans Passivität und Parteilichkeit während der Sezessionskrise mit Abscheu wahrgenommen.

#### Konflikt um Fort Sumter

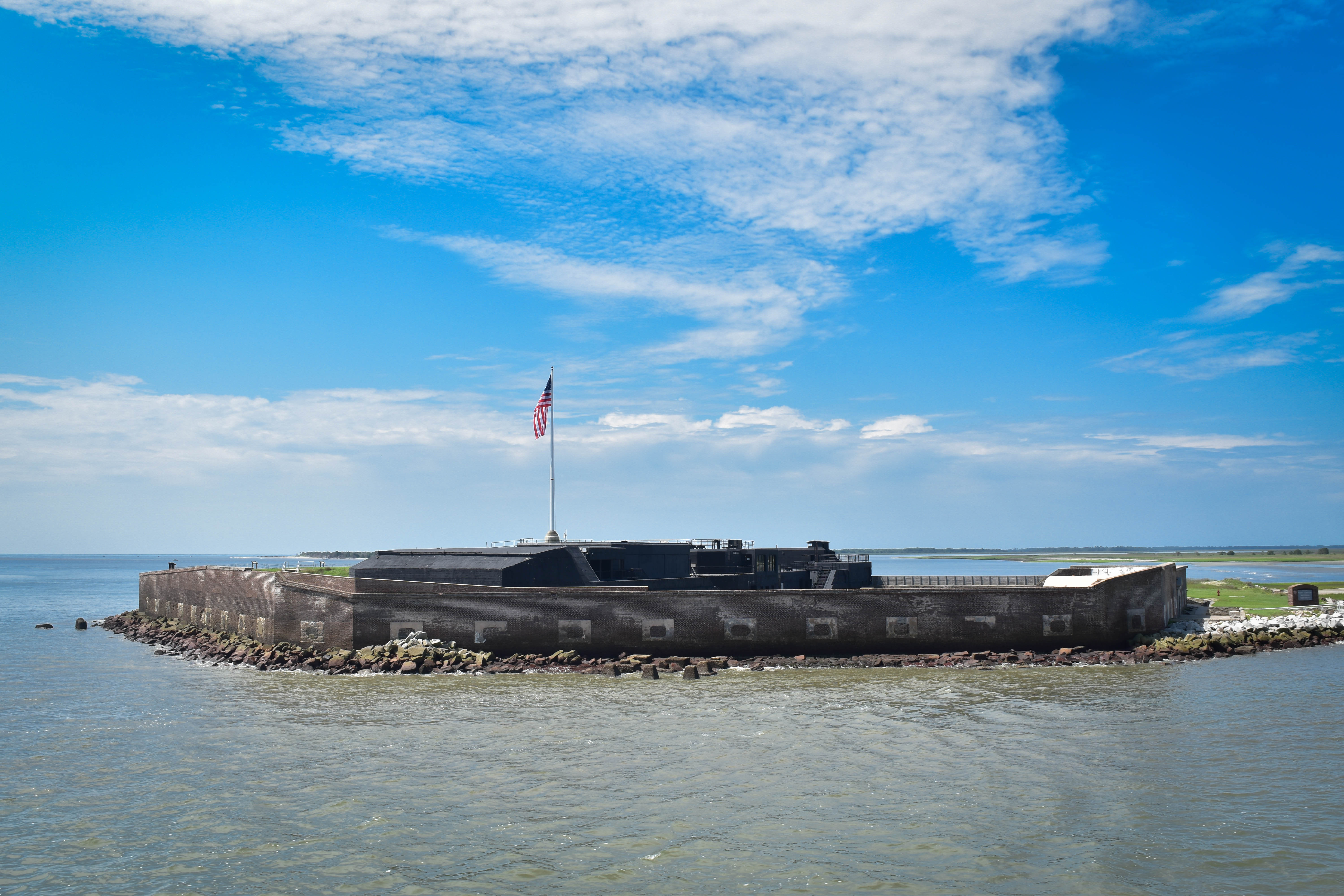
Fort Sumter (2018)

Abgesehen von der State of the Union Address äußerte sich Buchanan in den ersten zwei Monaten nach der Wahl Lincolns nicht über die Sezessionspläne der Südstaaten. Derweil begannen die Staaten im Lower South im Zusammenhang mit ihrer Sezession, Bundeseigentum in Form von Forts, Zollstellen, Waffenkammern, Postämtern und Gerichtsgebäuden zu beschlagnahmen, ohne dabei auf Widerstand zu stoßen. Erst im Falle von Fort Sumter in Charleston brach der Konflikt zwischen dem abwiegelnden Präsidenten und der Sezessionsbewegung offen aus. Anfang Dezember forderte Scott Verstärkung für Robert Anderson an, den neuen Kommandanten der United States Army in Charleston, die zu dieser Zeit noch in Fort Moultrie Stellung hielt. Wegen der Lage inmitten von hohen Sanddünen war diese Befestigung ohne zusätzliche Kräfte Angriffen gegenüber weitgehend schutzlos, während das auf einer künstlichen Insel gelegene und den Hafen dominierende Fort Sumter kurz vor der Fertigstellung stand. Zu dieser Zeit noch kaum ausgerüstet bot South Carolina dem Präsidenten über Gesandte einen Waffenstillstand an, sollte er auf eine Verstärkung der beiden Forts verzichten. Buchanan verschaffte durch sein zögerndes Handeln den Sezessionisten wertvolle Zeit und gab ihnen implizit zu verstehen, dass er eine Stärkung der Truppen Andersons als eine ungerechtfertigte Zwangsmaßnahme des Bundes gegenüber South Carolina ansah. Gleichzeitig entsandte er einen Botschafter zu Gouverneur Francis Wilkinson Pickens mit der Bitte um Aufschub der Sezession South Carolinas bis nach Lincolns Amtseinführung. Cass, der einzige dem demokratischen Nordstaatenflügel um Douglas zugehörige Minister, trat aus Protest gegen Buchanans Inaktivität hinsichtlich der Forts Mitte Dezember als Außenminister zurück.
Am 26. Dezember 1860 verlegte Anderson mit seiner Einheit vom bedrohten Fort Moultrie nach Sumter. Zu dieser Zeit verhandelte Buchanan mit Gesandten aus dem mittlerweile unabhängigen South Carolina über eine Waffenruhe für den Hafen von Charleston. Nachdem diese von Andersons Operation gehört hatten, forderten sie gemeinsam mit den noch amtierenden Ministern Floyd und Thompson von Buchanan die Übergabe von Fort Sumter. Obwohl er trotz seiner Sympathie für die Südstaaten erkannte, dass dies angesichts der nationalen Symbolkraft, die Fort Sumter bereits erlangt hatte, an Landesverrat grenzte, stimmte der Präsident erst zu und behauptete wider besseres Wissen, Anderson habe seine Befugnisse überschritten. Buchanan schlug eine Kompromisslösung vor, indem er Anderson in das kaum zu verteidigende Fort Moultrie zurück beorderte, was einer Kapitulation gleichkam. Im Gegenzug sollte South Carolina auf einen Angriff verzichten und in Verhandlungen mit dem Kongress treten. Allerdings hatte das Kabinett zu diesem Zeitpunkt aufgrund der Rücktritte von Südstaaten-Ministern mit Jeremiah Black, Joseph Holt und Edwin M. Stanton drei starke und unionstreue Mitglieder, die bei der Aufgabe von Fort Sumter mit ihrem Rücktritt drohten. Buchanan, dem die Kontrolle immer mehr entglitt, gab nach und räumte Black am 31. Dezember freie Hand bei der Neufassung des Memorandums ein. Dieses sprach South Carolina jedes Recht auf Beschlagnahme von Bundeseigentum ab und führte dazu, dass die empörte Delegation vom Präsidenten in unziemlicher Weise die sofortige Räumung von Fort Sumter verlangte. Der vor den Kopf gestoßene Buchanan verweigerte danach den weiteren Empfang der Gesandten und stellte sich deutlicher hinter die Union. Später gab er an, dass er die ganze Zeit eine konsistente Linie gegenüber der Sezessionsbewegung verfolgt habe, was aber laut Baker durch sein Verhalten im Krisenmonat Dezember und vor allem die anfängliche Bereitschaft zur Aufgabe Fort Sumters konterkariert wird.

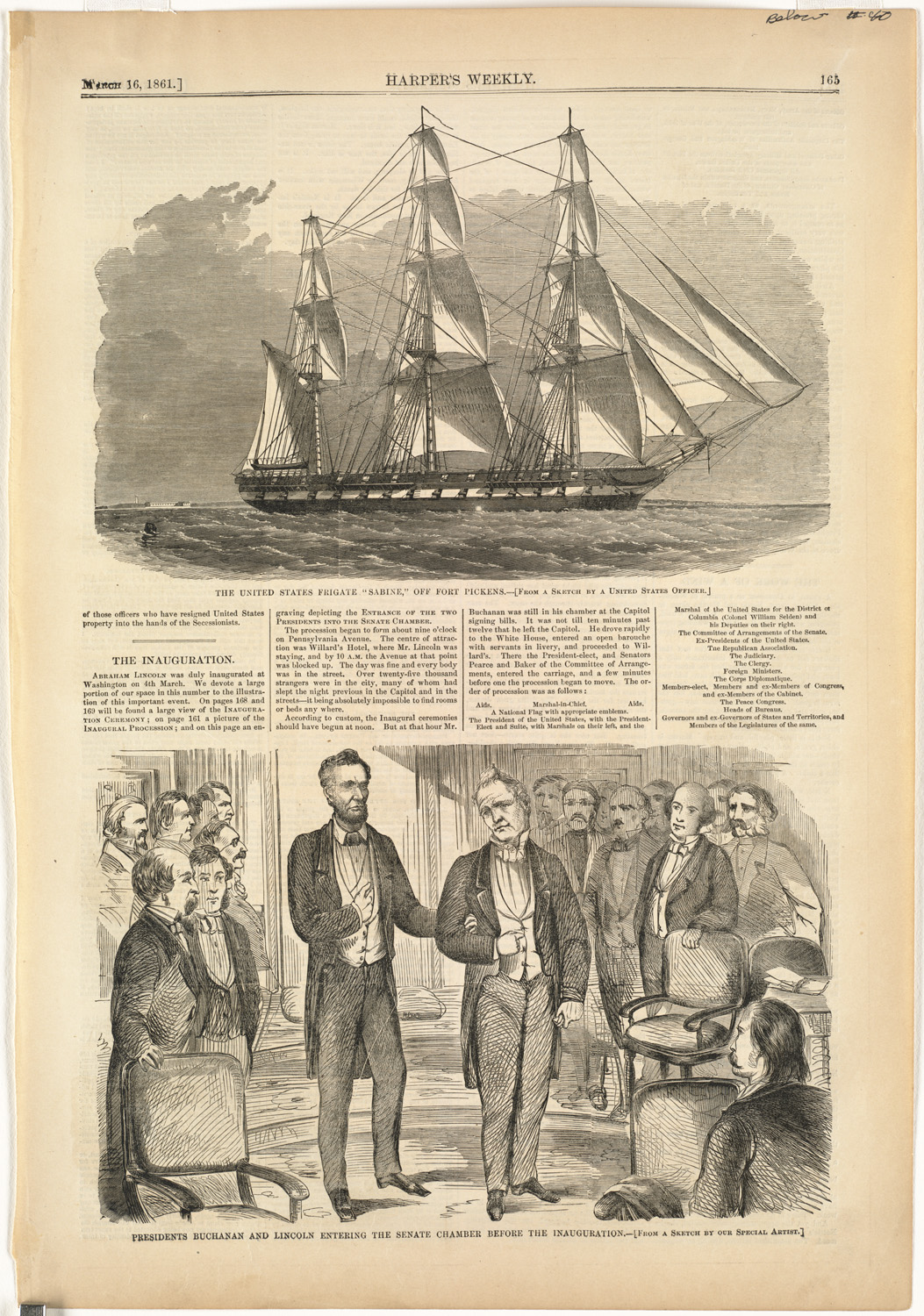
Lincoln und Buchanan beim Eintritt in die Senatskammer kurz vor der Amtseinführung des neuen Präsidenten (Harper’s Weekly am 16. März 1861)

Buchanan sprach sich nun für die Verstärkung von Fort Sumter aus, was Scott und die Mehrheit des Kabinetts schon seit Wochen gefordert hatten. Am 5. Januar lief das requirierte Handelsschiff Star of the West mit Nachschub für Fort Sumter aus und erhielt Begleitschutz durch die USS Brooklyn. Vier Tage später eröffneten die durch Spione in Washington vorgewarnten Batterien des Hafens von Charleston das Feuer auf die Star of the West, sobald sie in die Bucht einlief. Obwohl das Schiff entsprechende Notsignale gab, erhielt es kein Unterstützungsfeuer durch Fort Sumter, weil Anderson von Buchanan nicht über diese Operation informiert worden war. Da die beiden Schiffe Order hatten, den Frieden zu wahren, kehrten sie unverrichteter Dinge wieder um. Buchanan reagierte nicht auf diese Provokation, sondern forderte den Kongress zum Handeln auf, weil es als Präsident seine Zuständigkeit sei, Gesetze auszuführen und nicht welche zu machen. In völliger Verkennung der republikanischen Mehrheit bei den Wahlen im November 1860 schlug er zur Konfliktlösung die Wahl eines Verfassungskonvents vor. Der von ihm unterstützte Crittenden-Kompromiss, der die meisten der südstaatlichen Forderungen erfüllte, scheiterte im Kongress. Außerdem nahm er Kontakt zu Lincoln auf, der aber kein Interesse an einer Kooperation mit dem amtierenden Präsidenten hatte. Im Februar schlug Scott einen neuen Plan zur Verstärkung von Fort Sumter vor, der zuerst die Zustimmung des Präsidenten fand. Kurz darauf entschied sich Buchanan um, weil er die mit South Carolina vereinbarte Waffenruhe als bindend ansah. Stattdessen unterstützte er die erfolglose Friedenskonferenz von 1861. Selbst als Anfang März die Amtsübergabe an Lincoln anstand, zögerte Buchanan mit der militärischen Verstärkung der Hauptstadt, was dann eigeninitiativ von Scott übernommen wurde. An seinem letzten Morgen im Weißen Haus erreichte ihn noch ein dringender Hilferuf Andersons, dem es trotz vorheriger anderslautender Zusicherungen an Proviant und Material fehlte. Aufgrund der Verstärkung der Batterien in Charleston war eine maritime Versorgungsoperation für Fort Sumter zu diesem Zeitpunkt nur noch mit erheblicher Kampfkraft zu gewährleisten. Am Tag der Amtsübergabe, dem 4. März, äußerte Buchanan seinem Nachfolger gegenüber, dass dieser ein glücklicher Mann sei, wenn er sich auf die Präsidentschaft so freue, wie er selbst darauf, diese abzugeben.

### Lebensabend und Tod

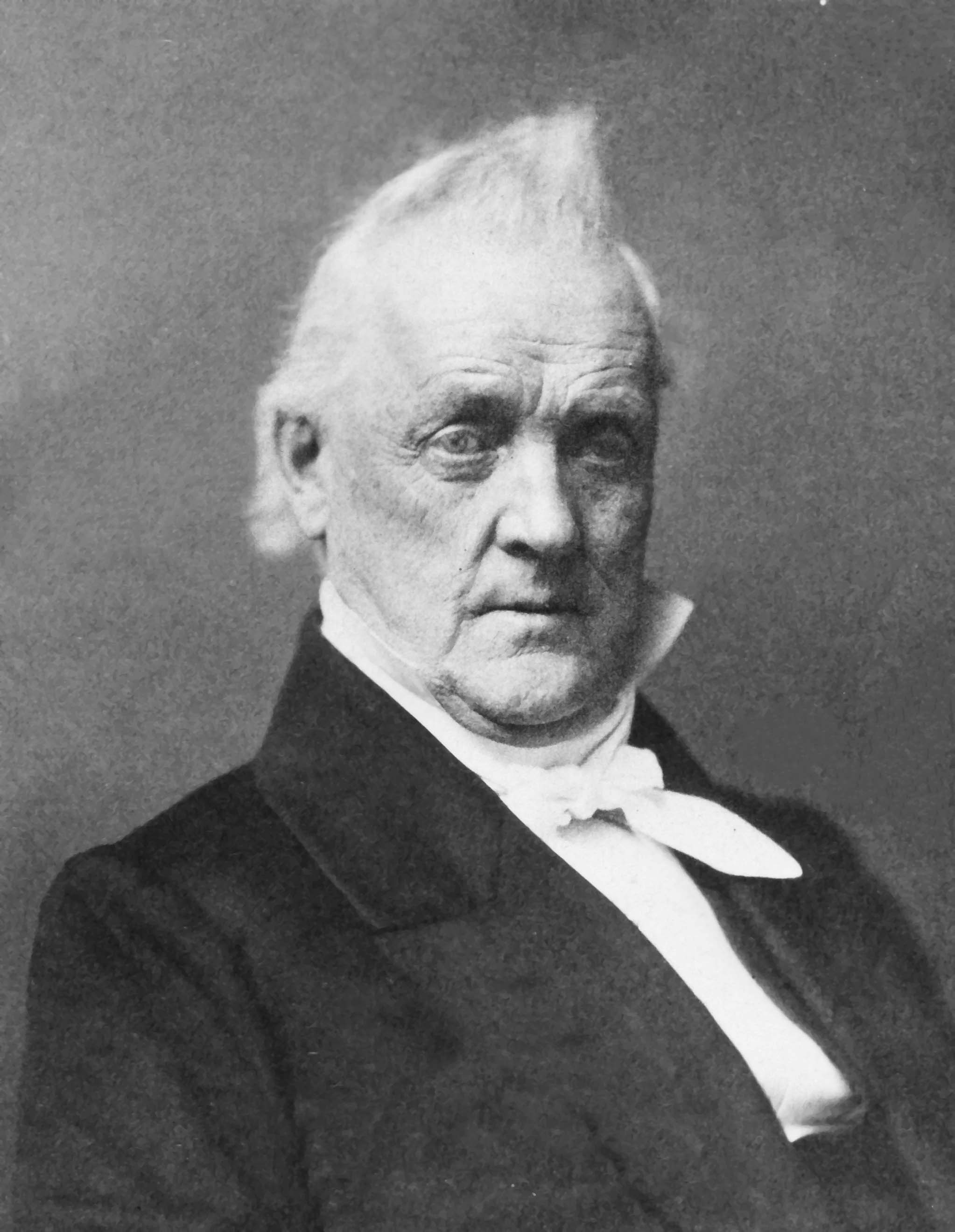
James Buchanan in späten Jahren (Daguerreotypie nach 1861)

Nach der Amtsübergabe zog sich Buchanan ins Privatleben nach Wheatland zurück, wo er die meiste Zeit in seinem Studierzimmer verbrachte. Einen Monat später begann mit dem Angriff auf Fort Sumter der amerikanische Bürgerkrieg, den er als alternativlos erachtete und in dem er sich auf die Seite der „Kriegsdemokraten“ (war democrats) stellte, also hinter den Parteiflügel, der einen Friedensschluss mit den Südstaaten ablehnte. Trotzdem erschienen in der Presse regelmäßig Berichte, die ihm nicht nur die Verantwortung für den Ausbruch des Sezessionskriegs gaben, sondern auch des Landesverrats bezichtigten. Buchanan befürwortete die Einführung der allgemeinen Wehrpflicht in den Nordstaaten durch Lincoln, aber war ein Gegner seiner Emanzipationsproklamation. Obwohl er in einigen Executive Orders des Präsidenten Verfassungsbrüche erkannte, äußerte er daran nie in der Öffentlichkeit Kritik. Buchanan arbeitete hart daran, seine Regierung gegenüber ihren Kritikern zu rechtfertigen, und wurde in diesem Bemühen um postpräsidiale Rehabilitation nur von Richard Nixon erreicht. Eine anfängliche Kooperation mit Black zu diesem Zweck scheiterte bald aufgrund persönlicher Differenzen. 1866 erschien schließlich Buchanans autobiographische Rechtfertigungsschrift unter dem Titel Mr. Buchanan’s Administration on the Eve of the Rebellion.
In diesem Werk identifizierte Buchanan den „schädlichen Einfluss“ der Republikaner und die Abolitionismus-Bewegung als maßgebliche Gründe für die Sezession. Im letzten Kapitel behandelte er seine außenpolitischen Erfolge. Insgesamt stellte er fest, dass er mit allen seinen Entscheidungen als Präsident zufrieden sei, selbst mit denjenigen während der Sezessionskrise. Dafür, dass diese nicht gelöst werden konnte, machte er Anderson, Scott und den Kongress verantwortlich. Zwei Jahre nach Erscheinen seines Werkes starb Buchanan am 1. Juni 1868 im Alter von 77 Jahren an Respiratorischer Insuffizienz, ohne jemals die negativen Folgen seiner Präsidentschaft selbstkritisch hinterfragt zu haben.

## Persönlichkeit
Buchanan litt unter Schielen. Zusätzlich war ein Auge kurz- und das andere weitsichtig. Um dies zu überspielen, beugte er in der sozialen Interaktion den Kopf vor und lehnte ihn zur Seite. Manche Gesprächspartner fanden diese Eigenart sympathisch, da sie bei ihnen den Eindruck eines besonderen Interesses an ihren Ausführungen hinterließ, während andere bei Buchanan einen steifen Nacken vermuteten. Er bot damit Anlass zum Spott, wovon unter anderem Clay in einer Kongressdebatte rücksichtslos Gebrauch machte. Die Ehelosigkeit in Verbindung mit dem Umstand, dass er wahrscheinlich keine sexuellen Beziehungen zu Frauen hatte, prägten Buchanans Persönlichkeit. Alleine lebend, war er nicht gewohnt, Kompromisse einzugehen oder emotionale Unterstützung zu erfahren, für die er insbesondere während der Sezessionskrise von Freunden abhängig war. Mit seiner zölibatären Lebensführung ging ein enges Tugendverständnis sowie soziale Distanziertheit einher. Laut Buchanans Biographin Jean H. Baker zeige sich seine Vereinsamung exemplarisch in seiner Autobiographie, die er in der dritten Person verfasste. Ferner sei die bei einigen Gelegenheiten auftretende Unentschlossenheit darauf zurückzuführen, dass ihm eine enge Familie fehlte, mit der er seine Entscheidungen besprechen konnte. Bei Freundschaften hatte er oft keine Skrupel, diese zu opfern, wenn es politisch Vorteile brachte, weshalb ihn viele als hinterhältig wahrnahmen. Als jemand, der Loyalität nur eingeschränkt erwiderte, verdiente er sich in der Bevölkerung zu wenig Vertrauen, um die Nation als Ganzes zu führen. Andererseits galt Buchanan als exzellenter Unterhalter auf Gesellschaften, wodurch er viele Freunde beiderlei Geschlechts gewann.
Einige Historiker sind der Auffassung, dass Senator King, der in seiner Heimat Alabama als Dandy bekannt war, in einer homosexuellen Dauerbeziehung mit James Buchanan lebte. Beide waren ledig und wohnten 16 Jahre lang in einer Wohnung in Washington zusammen. So wurde Buchanan von Präsident Andrew Jackson wegen seiner femininen Persönlichkeitswirkung als „Miss Nancy“ betitelt und ein Kongressmitglied bezeichnete Buchanan und King als Buchanan and his wife („Buchanan und seine Frau“). Es gibt Hinweise darauf, dass Harriet Lane und die Nichte von King die Korrespondenz zwischen ihren beiden Onkeln vernichteten, bevor Buchanan in das Weiße Haus einzog. Der erhaltene Briefwechsel zwischen Buchanan und King offenbart zwar eine große Zuneigung zwischen beiden, was aber in dieser Form im Briefverkehr zwischen heterosexuellen Männern des 19. Jahrhunderts nichts Ungewöhnliches war. Weil zu dieser Zeit Homosexualität eine Straftat war und ihre Aufdeckung das politische Aus bedeutete, hält Baker eine solche Beziehung zwischen beiden für eher unwahrscheinlich. Sie vermutet eher, dass Buchanans Charakter durch Asexualität gekennzeichnet war. Ob Buchanans Junggesellentum der Unfähigkeit zu einer sexuellen Beziehung oder Homosexualität geschuldet war, wird bis heute diskutiert und wahrscheinlich nie geklärt werden können.
Buchanans Sympathien für die Südstaaten gingen über die politische Zweckmäßigkeit für seinen Weg in das Weiße Haus hinaus. Er identifizierte sich mit kulturellen und sozialen Werten, die er im Ehrenkodex und Lebensstil der Pflanzerklasse widergespiegelt fand und mit denen er verstärkt in seiner Pensionsgemeinschaft ab 1834 in Kontakt kam. Buchanan fühlte sich daher in Gesellschaft von Südstaatlern am wohlsten, wobei die Einrichtung der Sklaverei für ihn nicht nur unwichtig war, sondern von ihm sogar als ein Instrument angesehen wurde, um Schwarze zu zivilisieren. Wichtig bei dieser Entwicklung war King, der als sein Mentor prägenden Einfluss auf ihn ausübte.

## Nachleben

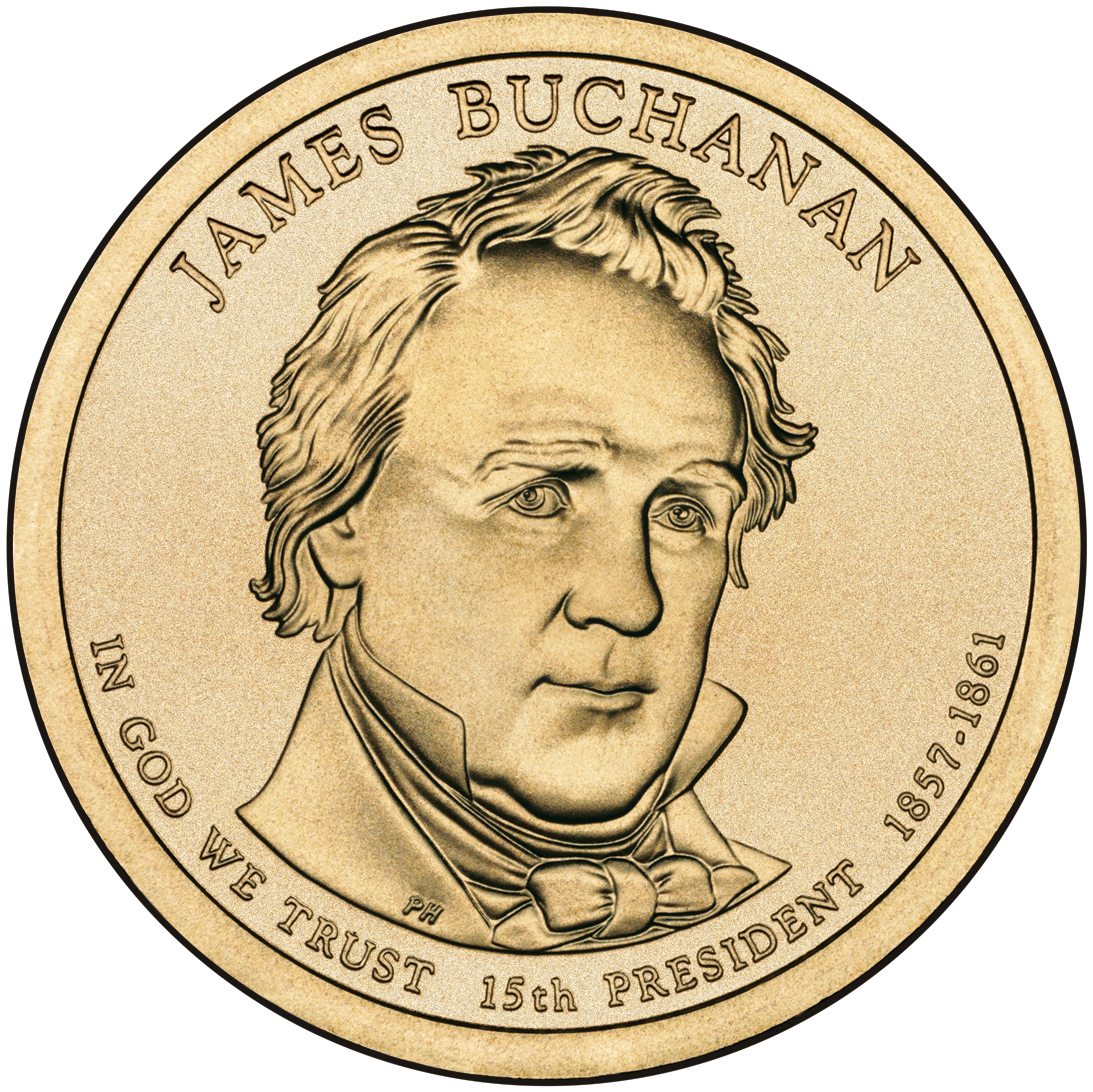
In der ab 2007 in Umlauf gebrachten Serie der Präsidentendollars erschienen 2010 Münzen mit dem Konterfei Buchanans.

### Historische Bewertung
Die Aufzeichnungen und Korrespondenz Buchanans wurden bis 1911 in zwölf Bänden von John Bassett Moore herausgegeben und 1974 durch eine Mikrofilm-Edition von Lucy Fisher West und Philipp Shriver Klein vervollständigt. Nach dem Bürgerkrieg blieb der Ruf von Buchanan für lange Zeit gewahrt, da die Aussöhnung zwischen den Nord- und Südstaaten Priorität hatte und die nationale Geschichtsschreibung dazu neigte, den Patriotismus der amerikanischen Präsidenten überzubetonen. Vor dem Zweiten Weltkrieg herrschte in der amerikanischen Geschichtswissenschaft die südstaatenfreundliche Auffassung vor, dass die Sklaverei eine sterbende Institution und der Sezessionskrieg daher vermeidbar gewesen sei. In dieser Zeit erschienen drei apologetische Biographien Buchanans, die ihn als Friedensstifter porträtierten. Mit dem Erstarken der Bürgerrechtsbewegung ab der 1950er Jahre wandelte sich die Bewertung seiner Präsidentschaft, die von Historikern wie Roy Nichols (1948), Allan Nevins (1950), Kenneth M. Stampp (1950) und Michael Holt (1978) vor allem wegen seines unentschlossenen Verhaltens während der Sezessionskrise einhellig als negativ eingeschätzt wurde. Elbert B. Smith (1975) thematisierte in seiner Biographie als erster Buchanans südstaatenfreundliche Politik als Grund für sein Scheitern als Präsident, einer Einschätzung, der später Baker (2004) und James M. McPherson (1982) folgten, wobei dieser Buchanan als einen naiven und ungeschickten Sympathisanten der Südstaaten zeichnete. Eine Ausnahme von diesem Urteil bildet die Monografie von Klein (1962), der Buchanan als einen um Frieden bemühten Politiker und wohlmeinenden Legalisten darstellte, der mit Ereignissen jenseits seiner Kontrollmöglichkeiten konfrontiert wurde. Ähnlich argumentiert der Historiker Russell McClintock (2008). Ein gleichfalls positives Bild von Buchanan zeichnete John Updike in dem Theaterstück Buchanan Dying (1974). Insgesamt fand seine Präsidentschaft in der Geschichtswissenschaft nur wenig Beachtung, was vor allem daran liegt, dass er von seinem Nachfolger Lincoln so sehr überragt wurde.
Obwohl Buchanan sich immer als Mann der States’ Rights bezeichnete, kennzeichneten ihn der Einsatz für den Expansionismus der Vereinigten Staaten und die mit chauvinistischer Rhetorik kommunizierte Überzeugung vom amerikanischen Exzeptionalismus als Nationalisten. Als Begründung für die Manifest Destiny führte Buchanan wie seine Zeitgenossen unterschiedlichste Motive an, die von geographischer Nähe und Landnutzung bis zur Verbreitung von Freiheit und dem Befolgen des Willen Gottes reichten. Seine Begründungen für die Notwendigkeit von Interventionen in Südamerika, die auf die Sicherheit von Bürgern und Investments der Vereinigten Staaten rekurrierten, ähnelten denen, die Präsidenten im 20. Jahrhundert in diesem Zusammenhang geltend machten. Auch sein Bestreben, durch den Kongress das Recht zum Führen von Präventivkriegen zu erhalten, glich dem von modernen Präsidenten. In der historischen Gesamtbetrachtung gehört Buchanan auf dem Felde der Außenpolitik zu den größten Hardlinern unter den Präsidenten Amerikas und entschiedenster Expansionist vor Theodore Roosevelt.
Den politischen Lösungen der Vergangenheit verhaftet, versagte er sowohl Abolitionisten als auch den immer zahlreicher werdenden Nordstaatlern die Anerkennung, die die Südstaaten als Aggressor wahrnahmen. Als Führer einer Partei, zu deren wichtigster Klientel die Pflanzerklasse zählte, hielt er an der Sklaverei fest, auch als ihr moralischer und politischer Anachronismus schließlich von der Mehrheit der Amerikaner empfunden wurde. In seinem Kampf gegen die Republikaner, die er als illoyal und unamerikanisch brandmarkte, überschritt er die tradierte Toleranzgrenze der parteipolitischen Konfrontation. Buchanan sorgte somit in bedeutendem Ausmaße dafür, dass die Republikaner im Süden als eine existenzielle Bedrohung wahrgenommen wurden, und beförderte damit die Bereitschaft zur Sezession. Gleichfalls über das allgemein akzeptierte Niveau für einen Politiker seiner Zeit und Stellung hinaus ging Buchanan in der Bevorzugung der Südstaaten. In seiner einseitigen Parteinahme für die Südstaaten, die er selbst während der Sezessionskrise fortsetzte und sich damit laut Baker gegen die Union stellte, zeigte er sich so unnachgiebig wie Präsident Jackson im umgekehrten Fall während der Nullifikationskrise. Buchanan hatte zudem großen Anteil an der Spaltung der Demokraten, die als nationale Partei essenziell für den Erhalt der Vereinigten Staaten waren.
Zwar heben einige Historiker und Buchanan selbst hervor, dass er durch die Rettung von Fort Sumter seinem Nachfolger ermöglicht habe, eine friedliche Sezession zu verhindern, aber bis zu diesem Zeitpunkt hatte er mit seiner Appeasement-Politik die abtrünnigen Bundesstaaten in ihrem Tun bestärkt und den Aufwuchs der konföderierten Streitkräfte befördert. Die konstatierte Gemeinsamkeit mit Lincoln ist gemäß Baker zudem deswegen oberflächlich, weil Buchanan es bis Anfang Januar 1861 lediglich mit einem abtrünnigen Bundesstaat zu tun hatte, während Lincoln von Anfang an die Konföderierten Staaten gegenüberstanden, die um weitere Sklavenstaaten und um diplomatische Anerkennung warben. Eine energischere Reaktion Buchanans auf die Sezession South Carolinas, die Beschlagnahme von Bundeseigentum sowie den Beschuss der Star of the West hätte die Bildung der Konföderation verhindern können. Während Lincoln die Unionstreue in den Grenzstaaten überschätzt habe, habe sie Buchanan in den Südstaaten unterschätzt. Des Weiteren hebe ihn sein offensives Verständnis von den exekutiven Vollmachten des Weißen Hauses aus der Reihe seiner vielfach passiven Amtskollegen der Epoche vor dem Bürgerkrieg als einen starken, aber fehlgeleiteten Präsidenten hervor. Andererseits zeichne sich sein Verhalten während der Sezessionskrise im historischen Vergleich zu anderen Präsidenten durch das aus, was er unterlassen habe zu tun, und die Langsamkeit dessen, was er am Ende unternommen habe. Trotzdem sei das Bild der meisten Amerikaner über Buchanan, das ihn als unentschlossen und untätig skizziere, falsch und sein Scheitern in der Sezessionskrise seiner einseitigen Bevorzugung der Südstaaten geschuldet, womit er Landesverrat näher gekommen sei als jeder andere Präsident der Vereinigten Staaten.
Vor allem da sich unter Buchanan der Konflikt zwischen Nord- und Südstaaten bis zur Sezession hin verschärfte, ohne dass er etwas Effektives dagegen unternahm, wird er von den meisten Historikern als einer der schwächsten amerikanischen Präsidenten angesehen und landet in den umfragebasierten Expertenrankings neben Warren G. Harding und Nixon stets auf einem der letzten Plätze, noch hinter seinen erfolglosen Vorgängern Fillmore und Pierce (Stand 2004). Ausnahmen von dieser negativen Sichtweise stellen die Buchanan-Biographen George Ticknor Curtis und Philip S. Klein dar. Einige Historiker machen geltend, dass Buchanan zum Zeitpunkt der Sezessionskrise als Präsident abgewählt und somit eine Lame Duck war. Baker zufolge stand Buchanan einer Administration vor, die in historisch unübertroffener Art und Weise der amerikanischen Union gegenüber illoyal war. Sie erachtet das Verhalten im Verfassungskonflikt um Kansas, bei dem er den Einwänden des Nordstaatenflügels der Demokraten keine Beachtung schenkte, die Passivität gegenüber South Carolina während der Sezessionskrise, die auf die Südstaaten wie ein stilles Einverständnis wirkte, und die später wieder aufgehobene Rückbeorderung Andersons nach Fort Moultrie als größte Fehler seiner Präsidentschaft. Insgesamt habe ihm sein arrogantes Machverständnis, die ideologische Voreingenommenheit für die Werte der südstaatlichen Pflanzer und seine Überzeugung vom natürlichen Aussterben der Sklaverei zu sehr im Weg gestanden, um pragmatisch und mit einem Gespür für Mehrheiten auf die divergierenden Interessengruppen innerhalb der Vereinigten Staaten eingehen zu können, so dass er am Ende weder die Spaltung der Partei noch die der Nation verhindern konnte. Ähnlich wie Baker argumentiert der Rechtshistoriker Paul Finkelman, der Buchanans Einflussnahme auf das Dred Scott versus Sandford-Urteil als weiteren verhängnisvollen Fehler ansieht, der Amerika auf den Pfad zum Bürgerkrieg geführt habe. In jüngerer Zeit unterstreichen hingegen Michael J. Birkner und John W. Quist (2014), dass der Forschungsstand zu Buchanan zu uneinheitlich sei, um ihn als schlechtesten Präsidenten der amerikanischen Geschichte zu bezeichnen.
In der von Arthur M. Schlesinger, Sr. im Jahr 1948 erstmals durchgeführten und 1962 sowie 1996 durch seinen Sohn Arthur M. Schlesinger wiederholten systematischen Expertenbefragung zur Bewertung der Präsidentschaften landete Buchanan 1997 in der letzten („Misserfolg“) von sechs Kategorien, womit er sich in Gesellschaft von Franklin Pierce, Herbert Hoover, Warren G. Harding und Richard Nixon befand. Bei einer seit 2000 mehrfach wiederholten Expertenbefragung von knapp hundert Historikern auf C-SPAN landete Buchanan jeweils auf dem letzten Platz.

### Ehrungen und Denkmäler

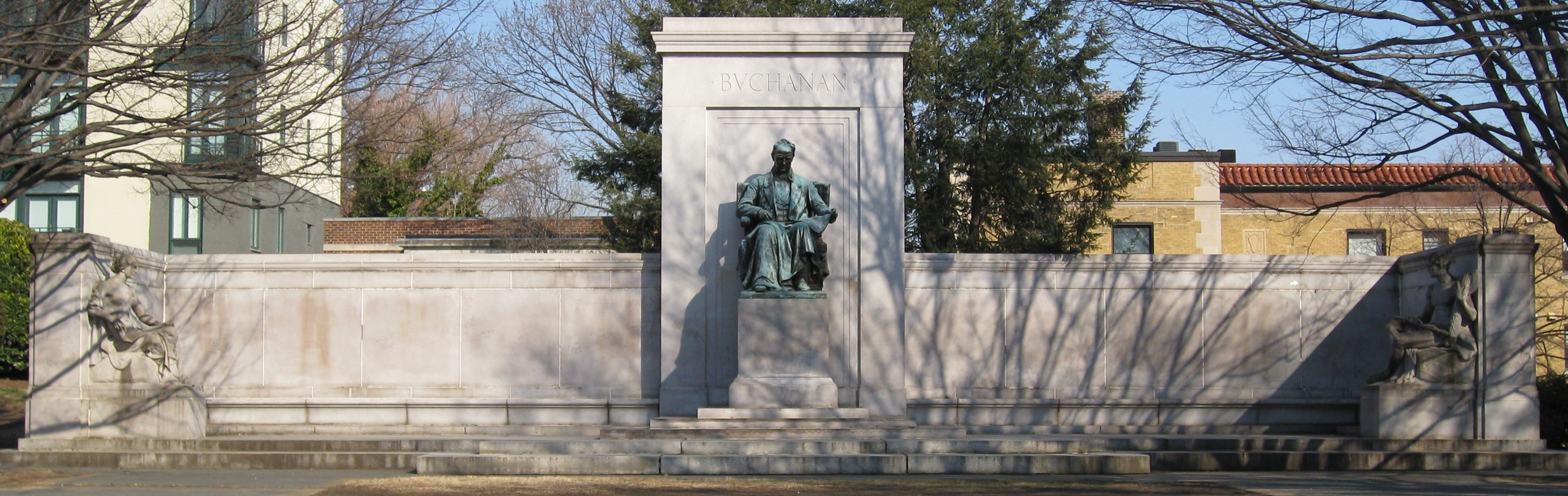
Das James Buchanan Memorial in Washington, D.C. (2009)

Drei Countys in den Vereinigten Staaten tragen seinen Namen. Sein Wohnsitz Wheatland bekam im Juli 1961 den Status eines National Historic Landmarks zuerkannt und ist seit Oktober 1966 als James Buchanan House im National Register of Historic Places eingetragen. Die 2007 gestartete Serie der Präsidentendollar prägte im Jahr 2010 Münzen mit den Porträts von Fillmore, Pierce, Buchanan und Lincoln.

## Werke
- The administration on the eve of the rebellion: A history of four years before the war. (1865). LCCN 10-010286.
- John Bassett Moore (Hrsg.): The Works of James Buchanan. 1908–1911, LCCN 08-012119.